# Война в Афганистане (2001—2021)
Война в Афганистане (2001—2021) — один из этапов гражданской войны в Афганистане, продолжавшейся с 1978 года. Военный конфликт, во время которого в качестве ответа на теракты 11 сентября, международная военная коалиция, включающая силы США и Международные силы содействия безопасности (ISAF, действовали в соответствии с резолюцией № 1386 Совета Безопасности ООН от 20 декабря 2001 года), вторглись в Афганистан. Международная коалиция при поддержке сначала Северного альянса, а затем нового правительства Афганистана, вела боевые действия против исламистской террористической организации «Талибан», до начала конфликта контролировавшей бо́льшую часть Афганистана.
США проводили операцию в Афганистане в рамках операции «Несокрушимая свобода», начатой в ответ на террористический акт 11 сентября 2001. Это самая продолжительная война в истории США.
С июля 2011 года начался постепенный вывод войск коалиции из Афганистана. 

В июле 2013 года обеспечение безопасности в стране было передано местным силовым структурам (с этого момента контингент коалиции играл лишь вспомогательную роль). 

С начала 2015 года война осуществлялась как подразделениями американского спецназа (операция «Страж свободы»), так и афганскими силовиками при содействии советников из стран НАТО (операция «Решительная поддержка»).
Поспешный вывод войск Западного альянса в условиях экспансии талибов завершился в ночь на 31 августа 2021 года.

## Предыстория
С 1996 года столица и бо́льшая часть территории Афганистана контролировалась движением Талибан, с которым вел войну Северный альянс, контролировавший север страны. Уже тогда разыскиваемый властями США террорист Усама бен Ладен получил убежище в Афганистане. Талибы отказывались выдавать бен Ладена и после взрывов в американских посольствах в Кении и Танзании в 1998 году. После терактов 11 сентября 2001 года президент США Джордж Буш выдвинул талибам ультиматум: в кратчайшие сроки выдать американскому правосудию бен Ладена, а также всё руководство аль-Каиды. 21 сентября талибы ответили отказом, заявив, что США не предоставили достаточно веских доказательств причастности этой организации к атакам в Нью-Йорке и Вашингтоне.
22 сентября 2001 два из трёх государств, признававших Исламский Эмират Афганистан (ОАЭ и Саудовская Аравия) разорвали с Афганистаном дипломатические отношения. Из самого Афганистана в Иран и Пакистан хлынул огромный поток беженцев.

## Цели войны
Официально продекларированные цели США:
- свержение режима талибов;
- освобождение территории Афганистана от влияния талибов;
- пленение и суд над участниками Аль-Каиды.

## Ход войны

### 2001: начало войны

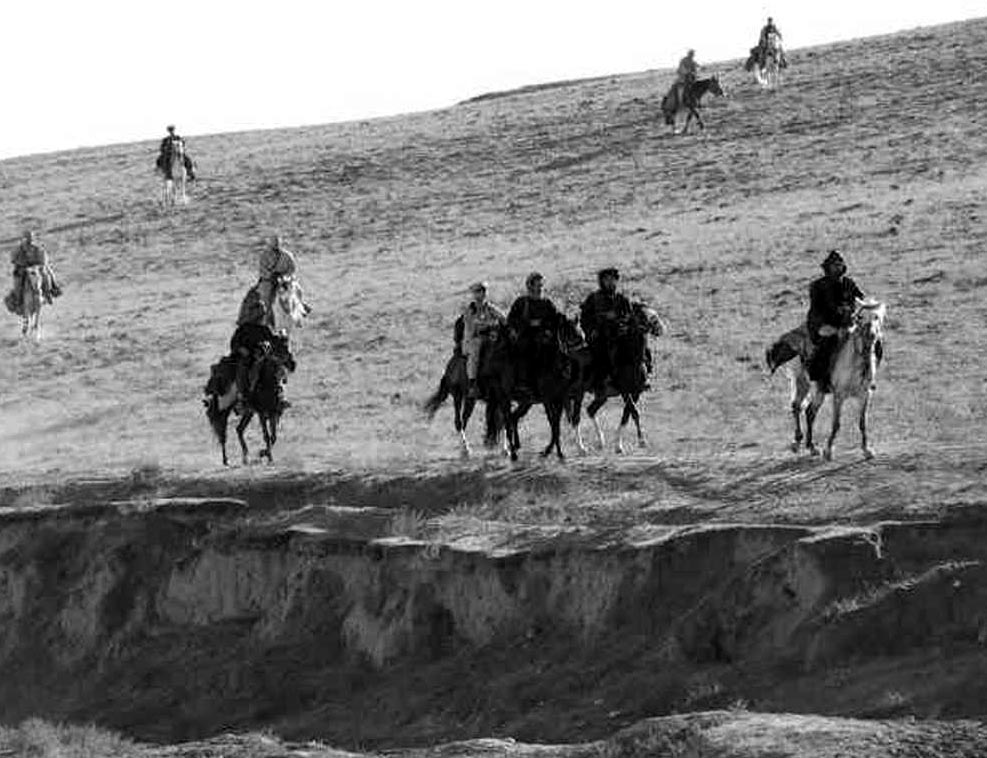
Американский спецназ с моджахедами Северного альянса. 12 ноября 2001 года

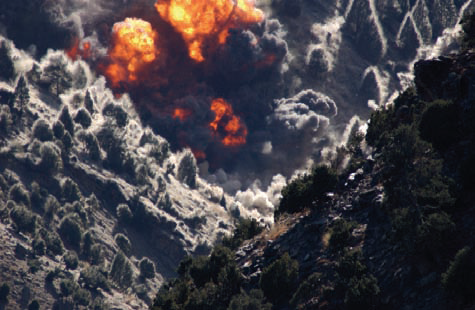
Авиаудар в Тора Бора. Конец 2001 года

Военная операция против движения Талибан началась вечером 7 октября 2001 года. В нанесении первого удара принимали участие 40 боевых самолётов; с американских и британских кораблей было выпущено около 50 крылатых ракет.
В течение первого месяца боевые действия сводились к ударам авиации США по военным объектам движения Талибан. Система ПВО талибов была выведена из строя почти сразу; вся имевшаяся у них авиация была уничтожена на аэродромах. Также проводились и наземные операции с участием сил специального назначения стран коалиции. Талибы объявили об уничтожении нескольких вертолётов и десятков солдат противника, продемонстрировав в подтверждение этого видеосъёмку вертолётного шасси. Их сообщения были опровергнуты американским Центральным командованием; по его версии, вертолёт CH-47 потерял шасси во время столкновения с препятствием. В целом практически вся информация о ходе военных действий исходила либо из американских и британских официальных источников, либо от катарского телеканала «Аль-Джазира» — единственного телеканала, чьим журналистам талибы позволили работать в Афганистане.
Основную роль в ведении воздушной войны играли стратегические бомбардировщики B-1B Lancer, B-2 Spirit, B-52 Stratofortress. Большинство ударов наносилось высокоточными боеприпасами с лазерным или спутниковым наведением, что, однако, не позволило избежать инцидентов с гибелью мирного населения. Были применены и сверхтяжёлые авиационные бомбы «Дэйзикаттер» — самые мощные неядерные боеприпасы в мире на тот момент. Параллельно с военной проводилась гуманитарная операция: военно-транспортные самолёты C-17 разбрасывали над страной пакеты с продовольствием и медикаментами.
После месяца бомбардировок боеспособность движения Талибан снизилась: оно потеряло всю свою авиацию (наличие которой ранее было заметным преимуществом над Северным альянсом), тыловые линии снабжения были нарушены.
9 ноября 2001 года Северный альянс провёл первую серьёзную наступательную операцию с начала воздушной кампании, взяв крупный город Мазари-Шариф. При этом было убито много талибов, прекративших сопротивление, а город подвергся мародёрству. Утрата Мазари-Шарифа нанесла Талибану серьёзный удар. Многие поддерживавшие его полевые командиры предпочли перейти на сторону Северного альянса после первого же поражения.
13 ноября талибы без боя оставили Кабул, находившийся под их властью с 1996 года. Несколько дней спустя они контролировали лишь южную часть Афганистана, и город Кундуз на севере. Осада Кундуза продолжалась с 16 по 25 ноября и завершилась капитуляцией удерживавших город сил Талибана. Пленные были помещены в старинную крепость Калайи-Джанги, где, однако, подняли мятеж, который был подавлен Северным альянсом при поддержке американских спецподразделений и авиации лишь через неделю. Из числа восставших выжили несколько десятков человек. В ходе боёв в Калайи-Джанги военные силы США понесли первую подтверждённую потерю от действий противника — погиб сотрудник ЦРУ Джонни «Майк» Спэнн.
К концу ноября под контролем талибов оставался только один крупный город — Кандагар, колыбель движения Талибан. Здесь находился и лидер движения мулла Омар. 25 ноября в Афганистане высадился первый крупный воинский контингент США — около 1000 морских пехотинцев были вертолётами переброшены с кораблей в Аравийском море в район южнее Кандагара, где они создали передовую оперативную базу Кэмп-Рино. На следующий день к лагерю выдвинулась небольшая колонна бронетехники талибов, которая была уничтожена вертолётами AH-1W. Хотя морская пехота не участвовала в наземных боевых действиях, положение талибов в осаждённом Кандагаре постепенно ухудшалось, и 7 декабря город пал. Часть боевиков сумела бежать в соседний Пакистан, часть ушла в горы (включая и муллу Омара), остальные сдались в плен Северному альянсу. Взятием Кандагара завершился основной этап боевых действий.
Внимание американского командования теперь было обращено к горному району Тора-Бора на юго-востоке Афганистана. Здесь ещё со времени советско-афганской войны располагался крупный пещерный комплекс, где, по данным разведки, укрывался Усама бин Ладен. Сражение за Тора-Бору продолжалось с 12 по 17 декабря. На комплекс наступали местные вооружённые отряды, при поддержке авиации США. После взятия пещеры были тщательно осмотрены. Как выяснилось, бин Ладен успел покинуть его накануне сражения. Несмотря на это, продолжавшаяся два с половиной месяца военная операция США и Великобритании увенчалась успехом — движение Талибан было отстранено от власти и практически утратило боеспособность. Во главе страны встал Хамид Карзай, назначенный главой переходной афганской администрации в декабре 2001 года и утверждённый временным президентом в июне 2002 года на Лойя джирга. Для поддержания безопасности в Афганистане была развёрнута военная миссия НАТО, получившая название ISAF (International Security Assistance Force, создана согласно резолюции Совета Безопасности ООН от 20 декабря 2001 года). Поначалу её зона ответственности распространялась только на Кабул.

### 2002: Операция «Анаконда»

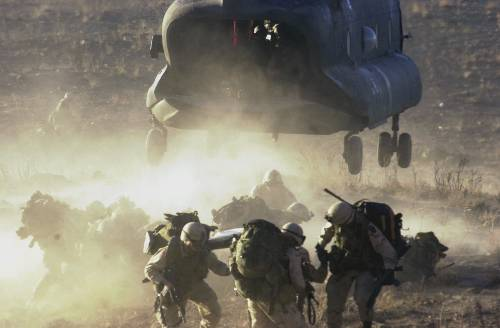
Солдаты 101-й воздушно-десантной дивизии США высаживаются с вертолёта CH-47 в долине Шахи-Кот, март 2002 года

Первый год после падения режима талибов прошёл в Афганистане спокойно. Единственным заметным военным событием стало сражение в долине Шахи-Кот (район Гардеза), куда силы талибов отступили из Кабула и Тора-Боры. В марте 2002 года войска международной коалиции провели в долине операцию «Анаконда». Сопротивление талибов оказалось намного сильнее, чем ожидалось, и операция переросла в самое крупное сражение с начала войны. После занятия долины войсками коалиции уцелевшие отряды боевиков рассредоточились в горных районах на юге страны или ушли в Пакистан.

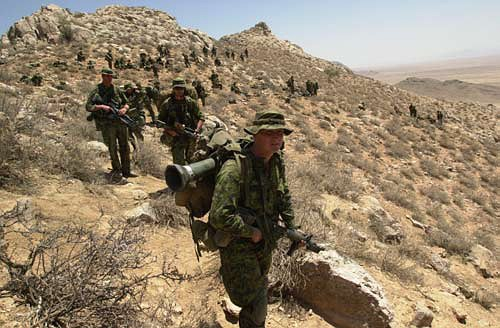
Канадские солдаты на операции. Июль 2002

В течение весны и лета американские войска и силы ISAF продолжали операции на юге, практически не встречая противника. Боевые акции талибов ограничивались редкими обстрелами баз и конвоев иностранных войск. О стабилизации положения в этот период свидетельствовали, сравнительно небольшие потери ISAF — с апреля по декабрь 2002 года в Афганистане погибло 32 военнослужащих.
Министр иностранных дел России И. С. Иванов в марте 2002 года отмечал: «Разве та задача, которая выполняется сегодня совместно в Афганистане, не отвечает нашим интересам? Разве не мы последние годы предупреждали международное сообщество, что с территории Афганистана реально исходит угроза… угроза терроризма, угроза религиозного экстремизма, угроза наркобизнеса. Всё это было реально».

### 2003—2005: партизанская война
Сумев избежать столкновений с войсками международной коалиции после «Анаконды», Талибан начал постепенно восстанавливать силы. Как и вооружённая оппозиция, сражавшаяся против советских войск в 1980-х годах, талибы использовали «зону племён» на афгано-пакистанской границе в качестве своей тыловой базы. Этот район не контролировался пакистанскими властями (попытка установить контроль в 2004 году привела к вооружённому конфликту между правительственной армией и племенным ополчением, продолжавшемуся два года) и прекрасно подходил для развёртывания тренировочных лагерей и набора пополнения из числа учащихся медресе. Была восстановлена цепочка командования, серьёзно пострадавшая во время осенней кампании 2001 года, созданы пять оперативных зон, за каждую из которых отвечал определённый полевой командир.
В 2003—2004 годах Талибан набирал силу и постепенно усиливал боевые действия в южных районах Афганистана. Одним из первых свидетельств восстановления сил стал бой 27 января 2003 года во время проводившейся американскими войсками операции «Мангуст», в котором были убиты 18 боевиков Талибана и «Хизб-и-Ислами» (этот бой был описан как самое крупное боестолкновение со времён «Анаконды»). Начались террористические акции в городах:
- так, 7 июня в Кабуле террорист-смертник на заминированной машине протаранил автобус с военнослужащими немецкого контингента ISAF, погибли 4 немецких солдата и 1 мирный афганец.

К осени 2003 года талибы настолько укрепились в южных районах страны, что назначили своих «теневых» губернаторов в провинциях Пактика, Пактия, Нангархар и Кунар. Усиление партизанской войны не осталось незамеченным: в октябре Совет Безопасности ООН одобрил расширение зоны ответственности ISAF за пределы Кабула. Несмотря на активизацию боевых действий, продолжалась экономическое и политическое восстановление Афганистана. В январе 2004 года на Лойя Джирга была принята новая конституция, а 9 октября прошли первые президентские выборы в истории страны, на которых победил Хамид Карзай.
2005 год был отмечен новой эскалацией насилия. За год в результате боевых действий в Афганистане погибло в общей сложности 1500 человек, наибольшее число после свержения режима талибов.
Возросли потери американского контингента и сил ISAF. В июне был сбит американский вертолёт MH-47, погибло 16 военнослужащих частей специального назначения — наибольшая единовременная потеря США с начала войны. В августе в катастрофе вертолёта погибли 17 испанских военнослужащих. Увеличилось число атак с применением самодельных взрывных устройств. Тем не менее, в сентябре правительству Карзая удалось успешно организовать и провести выборы в парламент.

### 2006: НАТО в Южном Афганистане
С января 2006 года началось размещение войск ISAF на юге Афганистана. Костяк группировки в этом районе составила британская 16-я воздушно-штурмовая бригада, усиленная канадским, голландским и другими контингентами.
В середине мая в провинциях Гильменд, Забуль, Кандагар, Пактика, Урузган силы ISAF начали операцию «Горный прорыв». В операции приняли участие более 11 тыс. военнослужащих международных войск. Талибы, успевшие укрепиться в этих районах, оказывали серьёзное сопротивление. «Горный прорыв» закончился в июле.
1 августа НАТО приняло от США командование международными силами на юге страны; было отмечено, что эта миссия стала самой опасной за 57 лет существования организации.
В сентябре была проведена операция «Медуза», затем — «Горная ярость» (сентябрь 2006 — январь 2007). Они также сопровождались интенсивными боевыми действиями.
Результаты наступления сил международной коалиции на юге Афганистана были неоднозначными. Командование ISAF сообщало, что талибы были выбиты из ряда районов и понесли существенные потери (так, было заявлено об уничтожении 1100 талибов во время «Горного прорыва» и ещё около 500 во время «Медузы»). Однако полный успех достигнут не был, а потери международной коалиции тоже оказались значительными.
Крупнейшей единовременной потерей была катастрофа британского разведывательного самолёта «Нимрод» 2 сентября, в которой погибло 14 человек. О возросшей интенсивности боевых действий свидетельствуют потери коалиции — с января по декабрь 2006 погибли 191 военнослужащих (столько же, сколько за 2004—2005 и больше, чем за 2001—2003).

### 2007: Наступление Альянса
В 2007 году на юге Афганистана продолжались боевые действия. И талибы, и силы НАТО проявили наибольшую активность в провинции Гильменд. Осенью 2006 года британские войска покинули город Муса-Кала, центр одноимённого округа в Гильменде, передав контроль местным старейшинам. Талибы воспользовались этим и в феврале 2007 года заняли город, что стало их крупнейшим успехом с начала войны. В Муса-Кале были введены законы шариата, закрыты школы, а местных жителей принуждали платить большой налог. В ответ на действия талибов войска НАТО провели в провинции крупные операции «Ахиллес» (март—май) и «Ластай Куланг» (май—июнь). Большим успехом международной коалиции стало убийство 12 мая известного полевого командира муллы Дадуллы, командовавшего всеми силами Талибана на юге. Однако Муса-Кала оставалась в руках талибов, которые были выбиты из города лишь в результате трёхдневного сражения в декабре. Это была первая операция со значительным участием новой афганской армии.

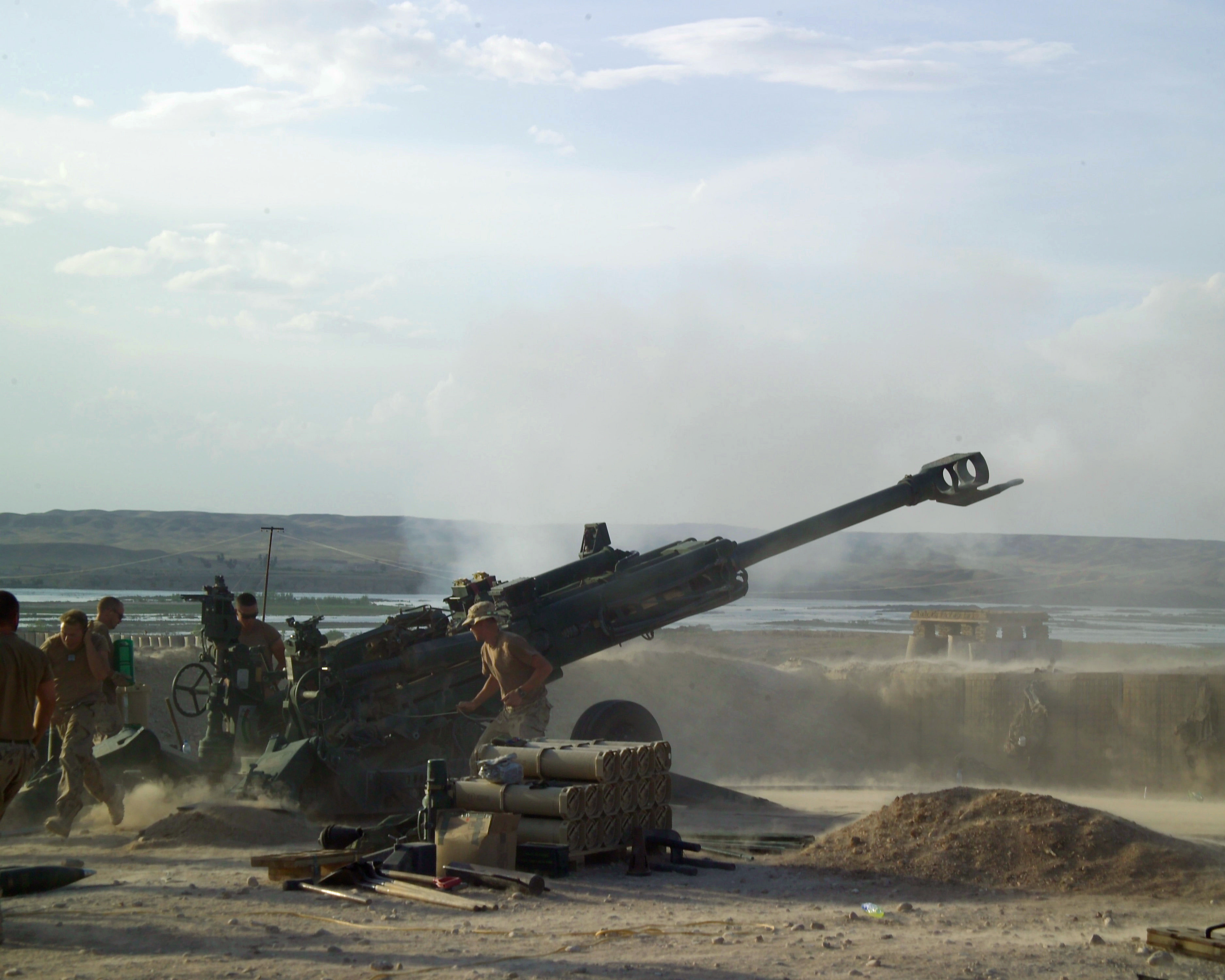
Канадская артиллерия в провинции Гильменд, апрель 2007 года

Хотя в других районах Афганистана ситуация оставалась более спокойной, в октябре и ноябре на севере страны было проведено первое крупное наступление против талибов. В двухэтапной операции под кодовым названием «Харекате Йоло» участвовали немецкие, норвежские и афганские подразделения.
В ходе боевых действий силы ISAF неоднократно наносили удары по гражданским объектам, что приводило к гибели мирных жителей. Так, 4 марта 2007 года в округе Шинвар (Нангархар), когда спецподразделение морской пехоты США было атаковано террористом-смертником и открыло беспорядочную стрельбу, жертвами которой стали до 20 мирных афганцев. 2 августа 2007 в округе Багран (Гильменд) в результате авиаудара, направленного против двух полевых командиров, по свидетельствам местных жителей погибло и было ранено от 200 до 300 человек.

### 2008: Контрнаступление талибов из Вазиристана
В 2008 году общая ситуация в Афганистане была неоднозначной. Талибы постепенно оправлялись от нанесённых альянсом ран и собирались с силами. К этому времени талибы укрепили своё положение в приграничной с Афганистаном пакистанской провинции Вазиристан, где при содействии со стороны местного населения были созданы убежища, тренировочные лагеря и тыловая инфраструктура.
В феврале талибы начали атаки на Пакистанском маршруте снабжения НАТО, по которому осуществлялось 80 % поставок для контингента в Афганистане. В результате непрерывных атак талибами военных и транспортных колонн, НАТО было вынуждено обратиться с просьбой к России предоставить им воздушный коридор через территорию РФ. Снабжение по воздуху было дороже, чем сухопутным транспортом.
Целью весеннего наступления талибов стал небольшой приграничный с Пакистаном уезд Гармсер, который занимал стратегически важное расположение. Для талибов этот уезд был необходим прежде всего из-за того что он находился у границы с Пакистаном и в труднодоступной местности. С точки зрения перевалочного лагеря, в который можно было перебрасывать новых боевиков, боеприпасы, оружие это было идеальное место для талибов.
В итоге, в апреле-мае в уезде Гармсер состоялись серьёзные боевые действия между силами контингента НАТО, Афганской национальной армией и талибами. Кончилось всё тем, что талибы осуществили штурм города Мусакала, в котором погибло 350 человек, и закрепились в уезде.
27 апреля в Кабуле было организовано покушение на президента Афганистана Хамида Карзая — во время парада талибы открыли огонь из автоматов и гранатомётов.
1 мая командование НАТО заявило, что уезд полностью очищен от талибов. Это относительное затишье продолжалось две недели, после чего силы талибов нагрянули в уезд вновь и стали досаждать силам НАТО партизанскими набегами. На 14 мая численность талибов составляла около 500 боевиков, а на 24 мая силы движения Талибан составляли уже 1000 чел. Таким образом, Министерство обороны Афганистана и НАТО (до этого отрицавшее информацию о присутствии талибов в этом регионе) вынуждены были возобновить военную операцию в Гармсере.
Талибы применили тактику, которую использовали ещё против советских войск: они провели эвакуацию населения, отвели основные силы в Пакистан, и оставили лишь небольшие отряды обстреливающие противника. После того, как силы НАТО захватили регион и успокоились, талибы на Пакистанской границе осуществляли перегруппировку сил, пополнение боеприпасов, продовольствия, и проникновение в уезд.
Взаимодействие сил коалиции осложняли разногласия между силами США (действующими в рамках операции «Несокрушимая свобода»), силами ООН (Красный крест и другие гуманитарные организации, действующими отдельно от союзного блока НАТО) и союзными США войсками коалиции (ISAF), которые сказались на оперативности действий НАТО. Кроме того, имели место разногласия по осуществлению верховного командования над всеми войсками коалиции (оно переходило то к американцам, то к британцам). В 2008 г. британцы и голландцы согласились на продолжение американского командования во всём афганском регионе.
В июле в Кандагаре талибы атаковали тюрьму, были освобождены более 1000 заключённых, в том числе арестованные члены движения Талибан.
18-19 августа 2008 в долине Узбин, в 40 км восточнее Кабула, талибы атаковали патруль ISAF, при этом выдвинувшийся вперёд французский взвод попал в засаду. В ходе боя французы потеряли 10 солдат убитыми и 18 ранеными.
В целом, на протяжении 2008 года талибы использовали тактику партизанской войны и мелких стычек, уклоняясь от участия в крупных боевых действиях. Нападения на патрули, обстрелы конвоев, минирование дорог, атаки на блокпосты заметно участились. НАТО продолжало (с переменным успехом) осуществлять политику «силовой демократии». Среди местного населения росло недовольство от присутствия НАТО в регионе. Во многом это было спровоцировано пропагандистскими акциями Талибана.

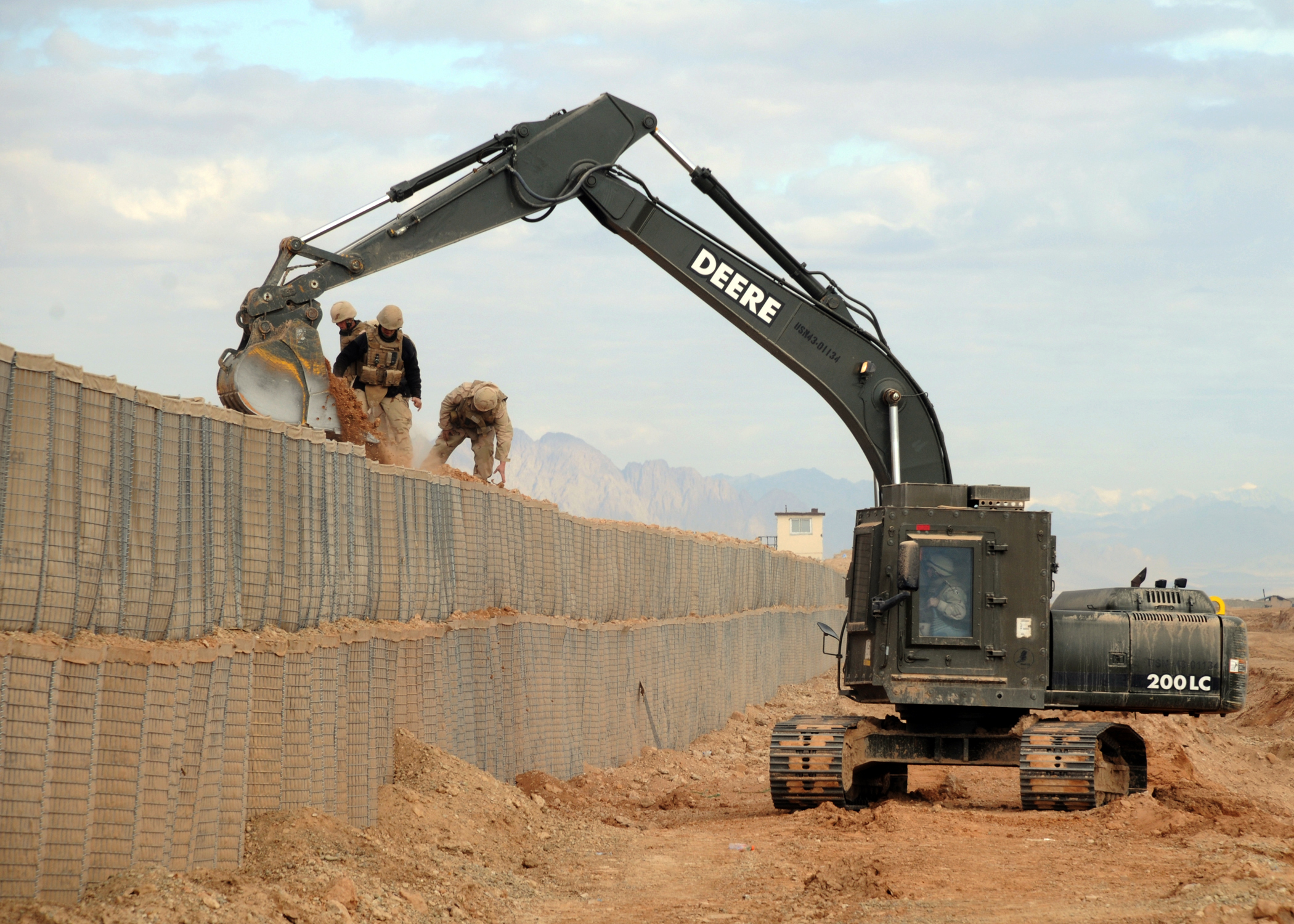
«Морские пчёлы» возводят защитную стену. 25 января 2009 года

### 2009 год
В августе 2009 года подразделения немецкого контингента ISAF совместно с афганскими силами безопасности предприняли массированное наступление в уезде Чахар Дара. Талибов удалось выбить из региона и захватить их главный опорный пункт. Тем не менее, операция «Орёл» не принесла желаемых результатов, потому что спустя некоторое время талибы вновь вернулись в Чахар Дара. После этого на территории уезда был возведён передовой пост. В ходе оборудования блок-поста между военнослужащими и боевиками возникали частые перестрелки.
В октябре талибы напали на небольшую американскую заставу в провинции Нуристан на границе с Пакистаном. В ночной перестрелке были убиты 8 военнослужащих США, после этого инцидента американцы оставили базу. С этого времени в провинции Нуристан не было иностранного военного присутствия. Все полномочия по контролю за провинцией были возложены на афганские силы.

### 2010 год

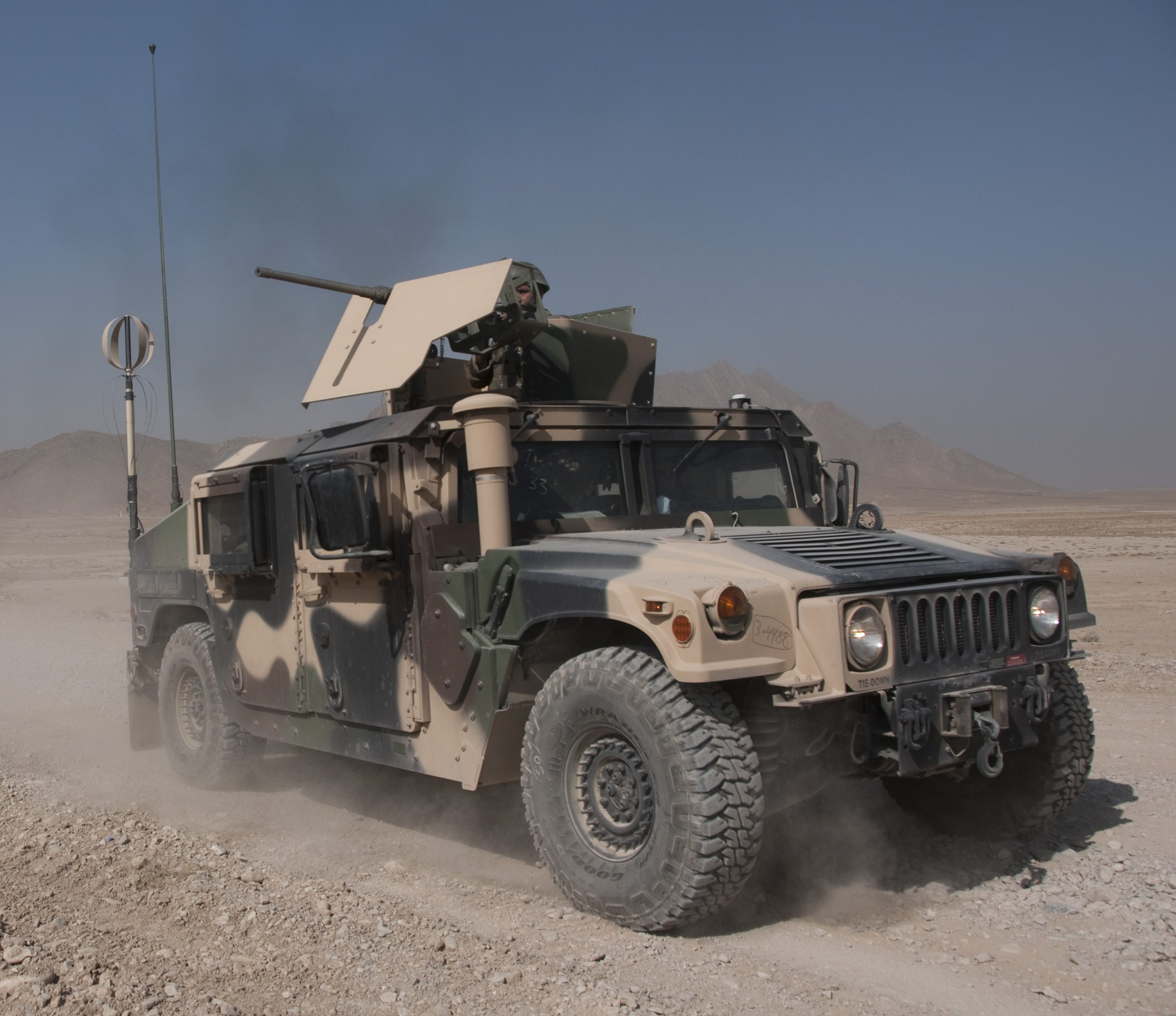
«Хамви» афганской национальной армии

12 февраля на юге Афганистана в провинции Гильменд началась военная операция «Моштарак», в которой основное участие принимали американские, британские и афганские военные. В результате операции талибы были выбиты из главного центра боевиков — района Марджа. Американские военные назвали операцию успешной. В марте началась новая операция в окрестностях Кандагара.
Несмотря на действия войск ISAF партизанская война талибов по-прежнему продолжалась на большей части территории страны. Талибы не вступали в крупные боестолкновения, продолжая применять тактику «малой войны» и «минной войны». Большинство военнослужащих иностранного контингента гибло от заложенных на дорогах мин.
2 апреля 2010 года в уезде Чахар Дара провинции Кундуз на севере страны в крупное боестолкновение с 200 боевиками «Талибана» вступили военнослужащие бундесвера. В результате погибли 3 и получили тяжёлые ранения 8 военнослужащих бундесвера. В ответ, немецкие и афганские войска начали 13 апреля операцию в уезде Баглан-и-Маркази с целью восстановить контроль над уездом.
26 мая на северо-востоке Афганистана в провинции Нуристан отряд пакистанских талибов в составе более 300 человек вторгся с пакистанской территории в уезды Камдеш и Барги Матал. Провинция после ухода сил НАТО c октября 2009 находилась под контролем афганской полиции. В связи с превосходством талибов и отсутствием подкрепления, афганские полицейские 30 мая сдали уезд Барги Матал и отступили. Уезд почти полностью оказался под властью талибов. Над административными зданиями в Барге Маталь были подняты чёрные и зелёные флаги талибов.
С 10 по 14 июня в районе Шах Вали Кот провинции Кандагар проводилась операция против сил талибов в регионе. В операции принимали участие австралийские спецподразделения и солдаты афганской армии, при поддержке армейских вертолётов США.
Талибы запугивали местное население, запрещая ему сотрудничать с властями, усиленно минировали дороги, участились вооружённые нападения на патрули афганских сил безопасности и НАТО.
2 августа Нидерланды начали вывод войск из Афганистана.
6 августа талибы убили десять безоружных сотрудников международной благотворительной христианской организации International Assistance Mission, оказывавших медицинскую помощь афганцам. Среди погибших были шесть американцев, одна британка, одна немка и два афганца.
По признанию представителей Пентагона[каких?], какого-либо улучшения ситуации в Афганистане к осени 2010 г. силы НАТО так и не добились, а некоторые аналитики[кто?] говорили о том, что общая обстановка в стране ухудшилась.
В январе 2011 года, на пресс-конференции в Кабуле официальный представитель Пентагона сообщил, что в течение 2010 года было зафиксировано 18 057 случаев нападения на американских военнослужащих и их союзников с применением стрелкового оружия, РПГ и в ряде случаев — неуправляемых реактивных снарядов (в 2009 году таких нападений было 10 591).

### 2011 год
- 10 января боевики Исламского Эмирата заявили, что в ходе 2-часового сражения в ночь на 9 января они установили контроль над уездным центром Зари в провинции Балх. Было заявлено об отсутствии у них потерь и захваченных трофеях: 12 автоматов Калашникова, другом оружии, боеприпасах, 1 джип «рейнджер». Боевики сообщили, что они установили контроль над всем уездом, так как противник не располагает больше никакими силами в этом районе и что уезд Зари является уже седьмым из 15 уездов провинции Балх, над которым установили контроль боевики[80].
- в первой половине июня руководитель миссии НАТО по обучению афганских сил безопасности сообщил, что с 2005 года до июня 2011 года сотрудниками афганских сил безопасности были убиты 52 военнослужащих ISAF. Несмотря на то, что эти потери составили незначительную часть от общих потерь ISAF в Афганистане, генерал отметил, что эти инциденты «разрушают с трудом установленное доверие, необходимое для эффективного взаимодействия» между афганскими силами безопасности и иностранными военнослужащими. По оценке CNN, в перечне не учитывались случаи атаки «людьми в военной и полицейской форме», не являвшимися сотрудниками афганских сил безопасности, а также случаи атаки сотрудников частных военных и охранных компаний[81]. В общей сложности, в 2011 году „афганцы в военной или полицейской форме“ совершили 21 атаку иностранных военнослужащих, в результате которых были убиты 35 военнослужащих ISAF[82].
- 6 июля в районе авиабазы Баграм, в провинции Парван разбился азербайджанский транспортный самолёт Ил-76ТД (регистрационный номер 4K-AZ55) авиакомпании „Silk Way Airlines“ с 18 тоннами груза для сил НАТО[83]. Представители движения „Талибан“ сообщили о том, что самолёт был сбит членами движения.[84]
- 12 июля брат президента Афганистана Ахмад Вали Карзай был убит своим знакомым Сардаром Мохаммадом. Талибы заявили, что убийство совершено их боевиком.[85]
- 28 июля, как сообщил представитель Исламского Эмирата Афганистан Кари Мухаммад Юсуф Ахмади, на которого ссылается издание UmmaNews, талибы освободили район Хас Урузган и его регионы от вражеского присутствия, они захватили ряд вражеских транспортных средств, мотоциклов, большое количество тяжёлого и лёгкого вооружения, а также другой военной техники и амуниции.[86]
- 1 августа в районе Хайрпур на северо-западе Пакистана боевики атаковали автоколонну снабжения НАТО, были ранены 4 человека (водители и охранники) и уничтожены 10 бензовозов.[87]
- 6 августа в результате крушения военного вертолёта CH-47 „Чинук“ погиб 31 военнослужащий подразделений спецназа армии США и 7 афганских солдат. На борту находилось 22 „морских котика“, которые были членами Военно-морской специальной группы (NSWDG), также известной как „Команда 6“ SEAL, которая принимала участие в операции по ликвидации Усамы бен Ладена[88], однако участников операции среди погибших не было.[89]
- 7 августа при взрыве бомбы на терминале в провинции Хайбер-Пахтунхва на северо-западе Пакистана были уничтожены 16 бензовозов с топливом для сил НАТО в Афганистане[90][91]. В тот же день 4 военнослужащих НАТО погибли в результате двух столкновений с талибами: 2 солдата Французского иностранного легиона погибли в столкновении в районе Тагаб на северо-востоке Афганистана. Другое столкновение с талибами произошло на юге страны.[92] Военнослужащими НАТО и правительственных сил были убиты несколько боевиков в провинции Пактия и два боевика в провинции Газни. Один из убитых в Газни боевиков пытался использовать ребёнка в качестве „живого щита“; в ходе операции ребёнок не пострадал[93].
- 13 августа, как сообщил официальный представитель движения „Талибан“ Кари Мухаммад Юсуф Ахмади, талибы освободили район Майванд и его регионы от присутствия иностранных военных и местных силовиков. Талибами было убито и ранено около 10 американских военных, а также захвачена военная техника.[94]
- 23 сентября, как сообщил представитель Исламского Эмирата Афганистана Кари Мухаммад Юсуф Ахмади, в районе Ширам северной провинции Сарипул афганским талибам удалось сбить вертолёт ISAF. После обстрела со стороны исламистов, он рухнул на землю. В результате падения погибли все находившиеся на борту солдаты и члены экипажа.[95]
- 24 сентября, как сообщил представитель Исламского Эмирата Афганистан Забиху-Ллах Муджахид, талибы заняли район Ваант в провинции Нуристан. Под их натиском из района на вертолётах были эвакуированы все иностранные солдаты и местные правоохранители. Около 15 гражданских лиц, большинство из которых женщины, были убиты в ходе авиаударов США, со стороны талибов были убиты пятеро. В тот же день, по заявлению талибов, при атаке смертника в районе Хуши провинции Логар, были убиты около 30 военных ISAF. Было разрушено большое количество автомобилей и военной техники. Также вместе с 7 охранниками был убит глава РОВД района Госфанди Абду-ль-Малик (также известный как Саттар Хан).[95] По сообщению ISAF, в провинции Балх афганскими и коалиционными войсками убит полевой командир Талибана и ещё 5 боевиков.[96]
- 2 октября, как сообщило Министерство внутренних дел Афганистана, за сутки по всей территории страны убиты 37 боевиков; конфисковано оружие, 190 кг взрывчатых веществ, 345 кг опиума, 120 кг гашиша, 3 кг героина.[97]
- 5 октября, как сообщил официальный представитель движения „Талибан“ Кари Юсуф Ахмади, талибам удалось полностью захватить регион Заминдавар в провинции Гильменд. Так на рассвете 5 октября иностранные военные отступили из области Азан Нава региона Заминдавар в Каджаке после того, как понесли тяжёлые потери в результате столкновений с бойцами „Талибана“, которые начались во вторник утром. В результате боёв погибли 3 мирных жителя, иностранными военными были арестованы ещё 3, ранения получили 3 талиба. Также в ходе обстрела из засады на главном базаре города Газни был застрелен командир „ANA“ Атику-Ллаха.[98]

В начале ноября лидер талибов Мулла Омар выступил с обращением, в котором заявил, что отныне талибы выступают категорически против жертв среди мирного населения и, начиная с сегодняшнего дня „те талибы и моджахеды, действия которых приведут к гибели мирных жителей, будут предаваться Шариатскому суду“.
- 9 ноября афганские власти и представитель ISAF сообщили, что во время неудачной попытки атаковать базу ISAF в округе Бармаль провинции Пактика были убиты от 60 до 70 боевиков Талибана. Со стороны военнослужащих международной коалиции потерь в этом бою не было.[100]
- 21 ноября, по сообщению „Голоса Джихада“, в уезде Кара Баг в провинции Кабул моджахеды Исламского Эмирата подготовили засаду и сбили ракетами вертолёт США типа „чинук“. При этом было уничтожено 33 американца[101].
- 24 ноября, в провинции Фарах талибы атаковали колонну снабжения НАТО, которую сопровождали сотрудники частной охранной компании, в результате было уничтожено не менее 10 охранников, сожжено 10 единиц техники. О национальности охранников не сообщалось[102].
- 25 ноября, в ходе боевой операции НАТО на территории уезда Зари в провинции Кандагар в результате авиаудара были убиты 7 мирных жителей (из них 6 детей), ещё 2 девочки были ранены.[103].
- 4 декабря, губернатор провинции Бадахшан сообщил, что в деревне Башин талибы напали на полицейских, проводивших встречу с местными жителями в мечети, убили двух и взяли в плен шестерых полицейских.[104]. По утверждения талибов, они взяли в плен не менее 30 полицейских, которые пытались провести наступление на позиции моджахедов Исламского Эмирата, дислоцированных в данном районе; Все пленённые полицейские были захвачены со своим оружием, также были захвачены 20 военных автомобилей противника.[105].
- 7 декабря в провинции Гильменд подорвался на мине микроавтобус, при этом погибли 19 мирных жителей, в том числе 5 детей. Подрыв произошёл в опасном районе провинции, где активны боевики Талибана. Пресс-секретарь губернатора провинции Давуд Ахмади осудил используемую талибами тактику минирования гражданских путей сообщения, ведущую к жертвам среди мирного населения.[источник не указан 1420 дней]
- 18 декабря в результате атаки талибов в области Шкар Пур Дарва города Кандагар был убит Абду-ль-Баки Ругбат, заместитель провинциального министра по племенным и пограничным вопросам Асаду-Ллаха Халида. Также талибами был расстрелян Дагрвал Абду-ль-Куддус, бригадный командир разведки отдела „Хавза № 1“ в Кабуле.[106]
- 19 декабря, по утверждению талибов, в области Гулам Рабаат района Шанджои провинции Забул им удалось сбить вертолёт группировки войск ISAF типа „Чинук“. Также ими заявлено, что около 20 афганских полицейских вместе со своим командиром Хаджи Низом перешли на сторону „Талибана“ в районе Камдиш провинции Нуристан[107].

### 2012 год
- 29 января в провинции Баглан на сторону афганского правительства перешли 50 боевиков повстанческой группировки „Хизб-и-Ислами“. Всего за прошедшую неделю в разных районах провинции правительственным силам сдались 130 боевиков Талибана и „Хизб-и-Ислами“[108].
- 1 февраля в западных средствах массовой информации были опубликованы сообщения о секретном отчёте НАТО, в котором приводятся свидетельства прямого содействия афганскому „Талибану“ со стороны пакистанской межведомственной разведки (ISI). В документе было также отмечено, что значительная часть населения Афганистана поддерживает „Талибан“ и случаи сотрудничества служащих афганской армии и полиции с повстанцами широко распространены. Официальный представитель ISAF подполковник Джимми Каммингс отказался от комментариев по поводу данного отчёта, подчеркнув, что информация не была предназначена для публичного распространения.[109]
- 13 февраля — по данным правительственной комиссии, в провинциях Каписа и Кунар на востоке Афганистана в результате авиаударов НАТО были убиты по меньшей мере 15 мирных жителей, в том числе 7 детей.[110]
- в июле в провинции Фарах на сторону боевиков перешли офицер и 20 сотрудников афганской полиции с оружием, снаряжением и техникой. Известны и другие случаи перехода на сторону боевиков афганских военнослужащих и полицейских. В целом, в первом полугодии 2010 года из афганской армии дезертировали 11 423 человека, с января по июнь 2011 года — 24 590 солдат и офицеров.[111]
- 28 июля при нападении на контрольный пункт в провинции Пактика убиты 30 боевиков Талибана и ранен 1 служащий пограничной полиции.[112]
- 18 августа командующий войсками ISAF генерал Дж. Аллен объявил о реализации программы „Ангел-хранитель“ в связи с участившимися случаями атак военнослужащих ISAF сотрудниками афганских сил безопасности: отныне во время каждой миссии или встречи иностранных военнослужащих с афганцами за поведением афганцев должны были следить специально подготовленные агенты-„ангелы“, готовые открыть огонь при попытке нападения на иностранца.[113]

По официальным данным НАТО, в период с 1 января до начала сентября 2012 года «афганцами в военной или полицейской форме» было произведено 26 атак иностранных военнослужащих, в результате которых были убиты 34 военнослужащих ISAF. Кроме того, имели место случаи атак военнослужащих афганской правительственной армии, полиции (например, 11 августа 2012 года на контрольно-пропускном пункте Диларан в провинции Нимруз полицейский расстрелял 10 сотрудников афганской национальной полиции). По данным доклада для конгресса США, только в период с 1 января до 23 августа 2012 года в результате таких атак были убиты 53 и ранены 22 афганских военнослужащих и полицейских. В результате, 2 сентября 2012 года командование сил США в Афганистане приняло решение приостановить набор новых рекрутов в программу обучения афганских солдат и сотрудников сил безопасности из-за участившихся случаев убийств ими военнослужащих США. В середине сентября 2012 года для снижения риска атак со стороны «людей в военной форме правительственных сил» командование НАТО приняло решение о сокращении количества военных операций, проводимых совместно с афганскими национальными силами безопасности. Кроме того, было принято решение, что совместное патрулирование и комплектование смешанных застав также будет производиться только по отдельному разрешению регионального командования ISAF. Тем не менее, в дальнейшем нападения продолжались — с начала января до 31 декабря 2012 года было зафиксировано 45 атак, в ходе которых был убит 61 военнослужащий ISAF.

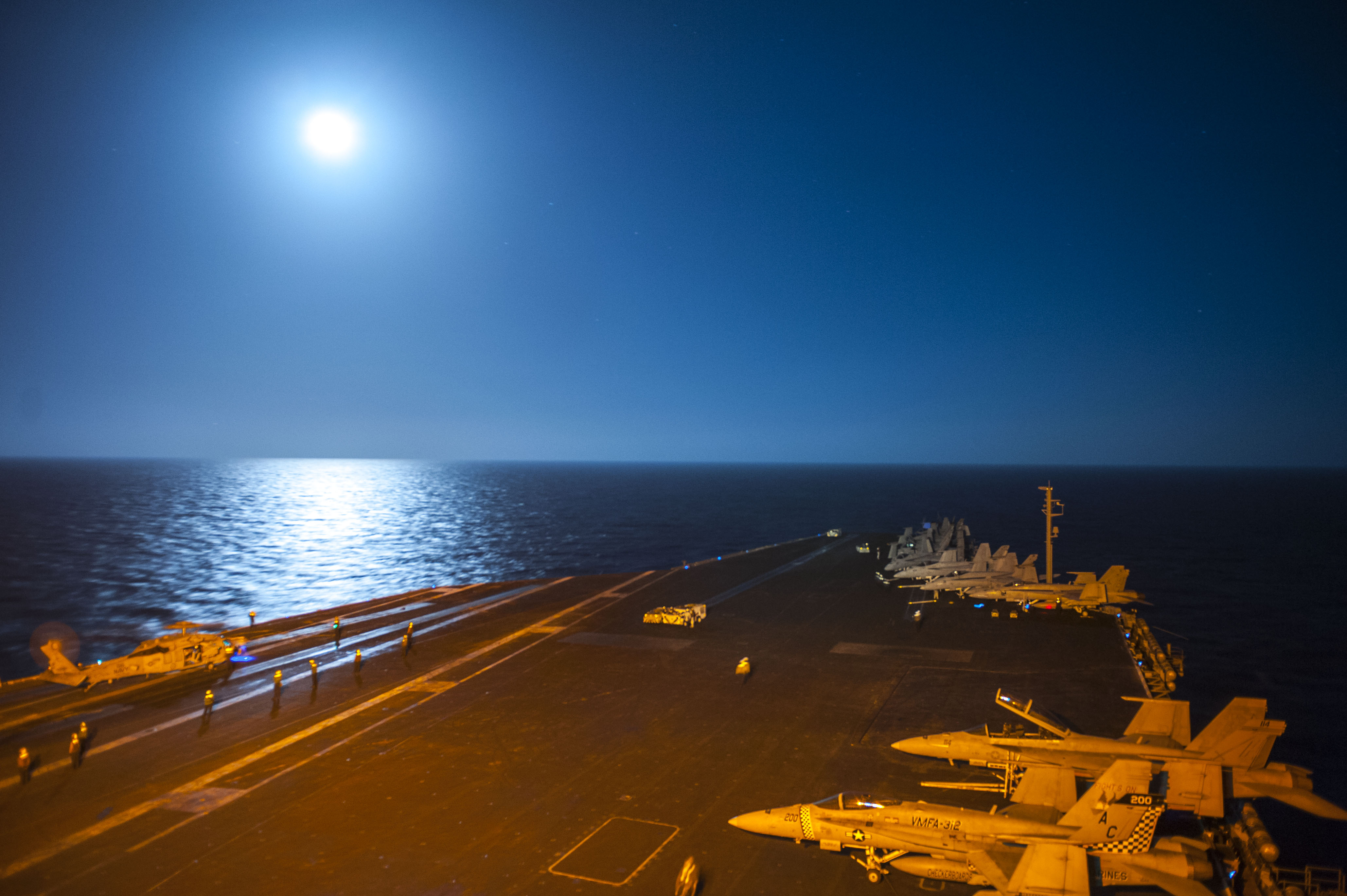
Авианосец «Гарри Трумэн» в Оманском заливе

- 4 сентября в результате устроенного талибами теракта на похоронах в провинции Нангархар погибли не менее 20 мирных афганцев, ещё свыше 50 ранены[119].
- 7 октября движение «Талибан» объявило о своей победе в войне против США и их союзников[120][121]. За сутки в ходе операций афганских и коалиционных сил было убито 18 боевиков «Талибана», ещё 4 подорвались на собственной мине[122].

### 2013 год
- в июне президент Афганистана Хамид Карзай объявил, что с 19 июня 2013 года афганские вооружённые силы возьмут на себя основную роль в обеспечении безопасности страны.[123]

### 2014 год
В 2014 году между Афганистаном и США было подписано двустороннее соглашение, согласно которому часть группировки НАТО останется в стране даже после окончания боевой операции «Несокрушимая свобода» с тем, чтобы оказать афганской полиции помощь в борьбе с антиправительственными группировками. В стране осталось около 13 тыс. солдат стран НАТО, из которых 10,8 тыс. человек приходились на американские войска.

### 2015 год
После того, как в начале января 2015 года террористы возобновили свою деятельность, взорвав автомобиль в центре Кабула, НАТО совместно с Афганской национальной армией начинало проводить активные мероприятия по нейтрализации боевиков внутри страны.
- 5 января — взрыв автомобиля в центре Кабула. Погиб 1 человек, 5 получили ранения. Ответственность за атаку на себя взяли боевики группировки «Талибан»[127].
- Середина января — группировка Исламское государство объявила о начале своей деятельности в Афганистане, однако по данным ВС Афганистана группировка ничтожно мала[128][129].
- 18 марта ВС Афганистана заявили о убийстве представителя ИГ в Афганистане[130].
- 19 марта США заявили о продлении своего нахождения на территории Афганистана до декабря 2015 года для борьбы с талибами и ИГ[131].
- 5 мая в провинции Фарах, на западе Афганистана, правительственные силы отразили крупномасштабную атаку талибов. При этом было убито 14 боевиков «Талибана». Правительственные силы потеряли 3 человека убитыми, 6 ранеными.[132]
- 25 мая сотни боевиков «Талибана» атаковали военную базу Афганской национальной армии в уезде Навзад южной провинции Гильменд и несколько полицейских КПП. В результате ожесточенных боев КПП были захвачены, а силовики, только по официальным данным, потеряли 26 человек убитыми (19 полицейских и 7 военнослужащих). В результате талибы захватили на КПП оружие и боеприпасы и перекрыли дороги, ведущие в уезд Навзад. Военные, оказавшиеся в блокаде на своей базе, отправили запрос о подкреплении. 26—27 мая в уездах Навзад, Нахр-и Сарадж и Сангин начались операции по зачистке территории от повстанцев.[133]
- 27 мая — продвижение обозначилось только в уезде Сангин, где было уничтожено около 30 боевиков, их лагерь подготовки, большое количество оружия и боеприпасов. О ситуации в уезде Навзад официальные источники не сообщают. Талибы утверждают, что там идут бои и правительственные силы несут значительные потери. Перемещения крупных отрядов повстанцев отмечено за последнее время в соседней провинции Кандагар. В уезде Шорабак были замечены десятки бойцов «Талибана». 26—27 мая здесь прошла военная операция с привлечением авиации, в результате серии авиаударов и наземных боевых действий по сообщениям официального Кабула было уничтожено не менее 35 повстанцев.[133]
- 2 июня — в ходе боевых действий боевики ИГ потеряли в боях с движением «Талибан» 13 человек убитыми и 12 тяжело ранеными. Часть радикальных исламистов сдалась талибам, более 30 «покаялись» и вернулись в ряды «Талибана». Значительная часть сторонников «Исламского государства» в Афганистане является бывшими талибами, что упрощает контакт между ними.[134]
- 4 июня — не менее пяти человек погибли в результате атаки террориста полицейского КПП на окраине города Лашкаргах. Ответственность за теракт взяла на себя группировка «Талибан»[135].
- 6 июня «Талибану» удалось полностью захватить район Ямган в северной провинции Бадахшан. «Все вражеские объекты были взяты под контроль, уничтожены два танка и более 30 марионеток», — говорится в заявлении «Талибана». Все подразделения афганских силовиков (как армия, так и полиция) покинули район.[136]
- 7 июня «Талибан» захватил большую часть уезда Гизаб в южной афганской провинции Урузган. Представители афганской полиции сообщили, что в боевых действиях погибли 4 полицейских, убиты 12 боевиков. Все официальные источники заявляют о захвате талибами 12 полицейских КПП, но речь идет о захвате значительной части уезда. Зам. начальника полиции провинции сообщил, что «силы безопасности отступили в некоторых районах уезда Гизаб». Вечером поступила информация, что боевики уже приближаются к административному центру.[136]
- 27 августа — движение «Талибан» спустя 7,5 лет вернуло себе контроль над стратегически важным городом Муса-Кала в провинции Гильменд. В результате этого действия центральная и северная части провинции перешла под контроль повстанцев, а её столица Лашкаргах оказалась отрезанной от Кабула[137].
- 28 сентября на рассвете началось наступление талибов на Кундуз. В это время большинство армейских и полицейских подразделений находились за городом, губернатор провинции Кундуз Мухаммед Омер Сафи — в Таджикистане, а все руководство силовиков — в Кабуле. Боевики взяли под контроль ключевые пункты на подходах к Кундузу, после чего принялись планомерно зачищать город. Они захватили здания провинциального совета, Высшего совета мира и больницу на 200 коек. По последним данным, в ходе атаки погибли 14 афганских полицейских и семь гражданских лиц, 47 человек ранены. Силовики сообщили, что им удалось уничтожить 13 талибов и ранить 21. К Кундузу были спешно переброшены армейские подразделения, но пробиться в город им не удаётся. Правительственные силы не решаются применить авиацию во избежание гибели мирных жителей, которых боевики не выпускают из города[138].
- 29 сентября — крупнейший успех движения «Талибан» за последние 14 лет: полностью захвачен Кундуз и над центральной частью города развевается флаг «Талибана»[139]. В ходе штурма была захвачена бронетехника афганской армии[139].
 Афганская армия начала операцию по освобождению Кундуза при поддержке ВВС США[140].
- 30 сентября — продолжение упорных боёв за Кундуз[141]. Правительственные источники сообщают об отвоевании центрального полицейского участка и здания тюрьмы[141].
 От талибов поступает противоположная информация, в частности лидер движения Ахтар Мансур призвал правительство признать своё поражение касательно Кундуза[141].
- с 1 октября, по информации афганских официальных источников, Кундуз вновь находится под контролем правительственных сил[142].
- 2 октября — ночью рядом с аэропортом города Джелалабад произошло крушение военно-транспортного самолёта C-130 Hercules. В результате погибли 14 человек, в том числе 6 военнослужащих США. Причины катастрофы устанавливаются, однако талибы заявляют, что они его сбили.[143]
- 3 октября — самолётом ВВС США[144] совершён авиаудар по больнице международной организации «Врачи без границ» в городе Кундузе. Погибло 22 человека, в том числе медицинский персонал и дети. 37 человек ранено[145][146].
- 8—9 октября в Москве Минобороны РФ провела Международную конференцию по Афганистану, на которой представители стран-участниц Шанхайской организации сотрудничества, наблюдатели и партнёры по диалогу, представляющие генеральные штабы, а также руководители международных организаций ШОС, ОДКБ и СНГ обсудят безопасность в Афганистане и регионе в целом и возможную помощь афганской стороне в достижении стабильности и предотвращении распространения экстремизма на сопредельные государства[145][147].

МИД РФ заявил, что согласно указаниям президента России В. Путина осуществляется поддержка афганских вооружённых сил. В частности, по линии МВД России была поставлена значительная партия стрелкового вооружения боеприпасов, а в ближайшее время Афганистан получит ещё дополнительную помощь по этой линии. В октябре будет заключён контракт с афганской стороной о поставках на коммерческой основе нескольких ударных вертолетов Ми-35.
- 24 октября утром на территории уезда Камаб северной афганской провинции Джаузджан возобновились бои между боевиками движения «Талибан» и афганскими силами безопасности. По словам главы полиции провинции, в ходе столкновений 16 талибов убиты, ещё 4 арестованы; потери среди сил безопасности тоже есть, однако их число не названо[150].
- 5 ноября почти 30 боевиков ИГ уничтожены в результате военной операции в провинции Нангархар на востоке Афганистана[151].
- 10 ноября погиб, в результате атаки террориста-смертника, командир «Талибана» Мулла Пир Агха и был ранен другой — Мулла Мати, являющийся «теневым губернатором» района[152].
- 24 ноября — подбит молдавский вертолёт, который совершил вынужденную посадку; погибли 3 человека, в плену талибов оказались 18 человек[153].
- 28 ноября — два человека погибли и четыре пострадали в результате взрыва в Кабуле[154].
- 2 декабря — в пакистанском городе Кветта умер от ранения лидер талибов Мулла Мансур[155].
- 3 декабря — афганский спецназ, при поддержке миссии США, освободил 60 заключённых, содержавшихся в устроенной движением «Талибан» тюрьме в южной провинции Гильменд[156].
- 9 декабря — нападение талибов на аэропорт Кандагара. Погибло 14 человек[157].
- 15 декабря — представители сил безопасности Афганистана убили 40 талибов[158].
- 16 декабря — ожесточённые столкновения между боевиками движения «Талибан» и боевиками террористической группировки «Исламское государство» в пунктах восточной провинции Нангархар. В результате боёв было убито 15 экстремистов, и ещё 36 получили ранения. Из числа боевиков ИГ убито четыре человека[159].
- 21 декабря — в результате подрыва террориста-смертника в Кабуле были убиты шесть военнослужащих НАТО[160]. 28 декабря в Кабуле вновь прогремел взрыв (один погибший, четверо раненых)[161].

### 2016 год
- 11 апреля — «Талибан» объявила о начале весеннего наступления на позиции афганских правительственных войск (мирный процесс результатов пока не приносит: талибы по-прежнему отказываются обсуждать прекращение конфликта до вывода из страны иностранных войск)[162]. В Джелалабаде произошёл теракт; погибли как минимум 12 человек, ещё 27 человек получили ранения[163].
- 21 мая — американский беспилотник нанёс удар по машине, в которой находился лидер движения «Талибан» мулла Ахтар Мансур[164].
- 25 мая — новым лидером движения «Талибан» стал Мулави Хайбатулла Ахунзада.
- 5 июня — американский журналист Дэвид Гилкей и его переводчик Забихулла Таманна попали под обстрел и были убиты на задании, когда передвигались вместе с афганскими военными. Вместе с Гилкей и Таманна находились ещё двое журналистов NPR, они не пострадали[165].
- 30 июня — теракт в Кабуле. Погибли 40 выпускников полицейской академии[166].
- 23 июля — теракт в Кабуле. Погибли, по меньшей мере, 80 человек, свыше 230 получили ранения. Ответственность за теракт взяла на себя группировка «ИГ»[167]..
- 8 сентября — талибы зашли в столицу провинции Урузган город Таринкот на юге Афганистана[168].
- 12 сентября — «Талибан» взял на себя ответственность за убийство главы полиции провинции Нангархар Зоравара Захида на востоке Афганистана[169].
- 19 сентября — на юге Афганистана в результате авиаудара ВВС США погибли восемь полицейских[170].
- 24 сентября — Пентагон заявил, что талибы контролируют 10 % территории Афганистана[171].
- 8 октября — в провинции Баглан на севере Афганистана разбился военный вертолёт. По словам пресс-секретаря министерства обороны Афганистана Давлата Вазири, в результате крушения погибли пять членов экипажа и трое солдат вооружённых сил страны[172].
- 10 октября — боевики движения «Талибан» захватили район Болан и продвигаются к центру города Лашкаргах, являющийся столицей южной провинции Гильменд[173].
- 12 ноября — Четыре человека погибли и 15 получили ранения в результате мощного взрыва у военной базы США и НАТО Баграм в Афганистане.

### 2017 год
В апреле 2017 года командующий американскими силами в Афганистане генерал Джон Николсон заявил, что РФ осуществляет поставки оружия и финансовую поддержку талибов; в мае 2018 этот же генерал в интервью признался, что не располагает убедительными доказательствами поставок Россией оружия Талибану. Россия отрицает предоставление материальной или финансовой помощи талибам, однако заявила, что поддерживает связи с официальными лицами «Талибана», чтобы подтолкнуть их к мирным переговорам. В июле 2017 года телеканалом CNN был опубликован видеоматериал, в котором боевики демонстрируют несколько единиц стрелкового оружия, разработанного в СССР. Издание отмечает, что по мнению экспертов оружие на видео лишено каких-либо признаков позволяющих идентифицировать его происхождения. Также отмечается, что 2 группировки боевиков утверждают, что владеют оружием, которое было передано российским правительством.
- 13 апреля — американские военные сбросили на афганскую провинцию Нангархар неядерную бомбу, которую сами называют «матерью всех бомб». Погибло по меньшей мере 94 боевика ИГ[178].
- 21 апреля — В Афганистане 90 военных погибли при нападении талибов на лагерь «Шахин»[179].
- 31 мая — Теракт в Кабуле: 150 погибших, 460 раненых[180].
- 13 декабря — Талибы захватывают территории в провинциях Сари-Пуль и Тахар[181].

### 2018 год
- 2 апреля — Ракетно-бомбовый удар совместных сил ВВС США и Афганистана по медресе в деревне Дафтани в уезде Дашт-е-Арчи провинции Кундуз[182].
- 25 апреля — Афганские талибы объявили о начале весеннего наступления[183].
- 4 мая — Один из уездов провинции Бадахшан был захвачен талибами.
- 8 мая — Талибы захватили 12 населенных пунктов в Афганистане.
- 13 мая — Талибы захватили селение на северо-западе Афганистана. В результате захвата погибли шесть афганских военнослужащих, ещё четверо попали в плен к талибам. В городе Джелалабад произошла серия взрывов. В результате погибли 9 человек, десятки раненых.
- 14 мая — В Афганистане талибы штурмуют центр провинции Фарах.
- 15 мая — Афганские военные отразили наступление талибов на город Фарах[184].
- 20 мая — Уезд Аджристан восточной афганской провинции Газни находится под угрозой захвата талибами.
- 28 мая — Массовой атаке талибов подвергся уезд Хваджагар провинции Тахар.
- 29 мая — В Афганистане талибы захватили два района уезда Хваджагар.
- 8 июня — Талибы приняли предложение властей Афганистана о временном перемирии[185].
- 12 июня — Во время объявленного в Афганистане перемирия в ночь с 11 на 12 июня талибами был захвачен уезд Кохистан в северной провинции Фарьяб. Талибы убили главу района Кохистан.
- 30 июня — Афганистан объявил о прекращении перемирия с талибами[186]. Талибы захватили порт Айханум на афганско-таджикской границе. ВВС Афганистана уничтожили 12 боевиков «Талибана».
- 1 июля — Подразделение афганского спецназа вернуло контроль над речным портом Айханум, захваченным ранее талибами.

### 2019 год
- 21 января — нападение талибов на тренировочный военный комплекс в центральной провинции Вардак; по официальной информации, погибли как минимум 36 человек; по сообщению Reuters — как минимум 126 человек; по утверждению представителя «Талибана» — погибли 190 афганских военных[187].
- 27 января — США удалось достичь прогресса на переговорах с представителями «Талибана» об окончании войны в Афганистане. Это подтверждают обе стороны — Залмай Халилзад, специальный представитель США по политическому примирению в Афганистане, и Забиулла Муджахид, спикер талибов.
- 24 августа — Талибы и США договорились о сроках вывода иностранных войск из Афганистана[188].
- 30 августа — Талибы захватили уезд в провинции Фарьяб.
- 31 августа — Талибы атаковали г. Кундуз, атака отбита правительственными войсками и коалицией, уничтожено 56 талибов[189].
- 8 сентября — Президент США Дональд Трамп заявил, что из-за теракта в Кабуле, в результате которого погибли 12 человек, в том числе американский военнослужащий, он отменил запланированные ранее встречи с лидерами «Талибана» и президентом Афганистана Ашрафом Гани.
- 13 сентября — Афганские военные отбили уезд Анар-Дара, расположенный в провинции Фарах на западе Афганистана, который ранее захватили талибы.
- 28 сентября — В Афганистане более 30 человек погибли при атаках в день выборов президента[190].

### 2020 год
Движение «Талибан» готово к прямым переговорам с правительством Афганистана после подписания соглашения с США, обсуждается идея введения временного перемирия в стране на период переговоров..
- 21 февраля — США планируют подписать соглашение с талибами 29 февраля[192][193].
- 27 февраля — «Талибан» подтвердил намерение подписать соглашение с США 29 февраля.
- 29 февраля — США и «Талибан» в столице Катара Дохе подписали мирное соглашение. Оно предусматривает, что США и НАТО полностью выведут свои войска из Афганистана в течение 14 месяцев с даты подписания соглашения. «Талибан», со своей стороны должен отказаться от нападений на афганской территории. 10 марта 2020 года начнутся переговоры между движением «Талибан» и другими силами в Афганистане. Отмечается, что стороны, подписавшие мирное соглашение, рассчитывают на то, что в дальнейшем взаимоотношения США и нового афганского правительства, которое сформируется после межафганских переговоров, будут позитивными[194].
- 26 июня 2020 года корреспонденты газеты The New York Times Чарли Савадж[англ.], Эрик Шмитт и Майкл Шмитц со ссылками на собственные источники заявили, что Главное управление Генерального штаба Вооружённых Сил Российской Федерации тайно предлагало боевикам, связанным с запрещённым в России движением «Талибан», вознаграждения за убийство военных коалиции в Афганистане, включая США[195][196]. В свою очередь президент США Дональд Трамп 29 июня со ссылкой на разведку США опроверг данные заявления отметив, что «возможно, это ещё одна сфабрикованная мистификация по теме России, которую устроила лживая газета The New York Times, чтобы очернить республиканцев»[197]. В тот же день пресс-секретарь президента России Дмитрий Песков отметил, что «в очередной раз можем выразить сожаление, что когда-то уважаемые и высококлассные мировые СМИ в последние годы не гнушаются публиковать утки», а МИД России указало: «Этот незатейливый вброс наглядно иллюстрирует низкие интеллектуальные способности пропагандистов от американской разведки, которым вместо изобретения чего-либо более достоверного приходится придумывать подобную чушь»[198]. Новый президент США Джозеф Байден поручил шефу нацразведки Эврил Хейнс предоставить полный доклад о назначении вознаграждений за убийство американских солдат в Афганистане[199].

### 2021 год
- 14 апреля — президент США Джо Байден заявил о начале полного вывода войск США из Афганистана с 1 мая 2021 года[200]. Также американцы выразили готовность предоставить въездные визы в США для 18 тысяч афганских союзников и 53 тысяч членов их семей[201].
- 1 мая — вооружённые отряды Талибана начали крупное наступление против правительственных войск Афганистана.
- 16 июня в окрестностях города Давлатабад (провинция Фарьяб) талибы расстреляли отряд афганских коммандос, которые сдались в плен. Погибло 22 офицера.[202]
- 22 июня — силы Талибана захватили пограничный посёлок Шерхан-Бандар в северной провинции Кундуз, водрузив на мосту через реку Пяндж белые флаги Эмирата. 134 военнослужащих правительственных сил отступили в Таджикистан[203].
- 1 июля американские войска покинули авиабазу Баграм[204]. Руководство объектом перешло к бригадному генералу ВС Афганистана Мир Кохистани.
- 3 июля — силы Талибана захватили село Овез и пограничную комендатуру «Овез» уезда Хохон, провинции Шахрибузург, а также село Зираки уезда Рогистон провинции Бадахшан. Свыше 300 военнослужащих правительственных сил после ожесточённого сопротивления вновь отступили в Таджикистан через охраняемый участок границы между 5-й погранзаставой «Истиклол» и 6-й погранзаставой «Саригор» Погранотряда «Ш.Шохин»[205].
- В ночь на 5 июля боевики Талибана взяли под полный контроль шесть уездов провинции Бадахшан (Хохон, Шикай, Нусай, Мохимай, Шугнон и Султон Ишкашим). 1037 военнослужащим правительственных войск пришлось отступить в Таджикистан[206].
- 8 июля Таджикистан официально сообщил о первых гражданских беженцах из Афганистана. Администрация Горно-Бадахшанской автономной области приняла около 400 человек. Им создали условия для временного проживания[207].
- 8 июля в туркменском Серхетабаде (бывший город Кушка, расположен в 4 километрах от границы с Афганистаном) около 23 часов по местному времени была слышна стрельба. Звуки доносились из афганского Торгунди. В одном из погранотрядов на юге Марыйского велаята туркменские офицеры начали эвакуировать свои семьи подальше от границы с Афганистаном[208].
- 9 июля силы Талибана взяли под контроль контрольно-пропускные пункты на границах с Ираном и Туркменистаном (оба находятся в провинции Герат) и населённый пункт Ислам-Кала, через который проходит основной торговый маршрут в Иран. На видео, распространяемых в социальных сетях, талибы беседуют с иранскими пограничниками. Все должностные лица таможни Ислам-Кала и большое число дислоцированных там сил безопасности отступили в Иран после прибытия в район талибов. Под контроль боевиков также перешёл пограничный город Торгунди, один из двух торговых ворот в Туркменистан (второй КПП «Акина» на афганско-туркменской границе был закрыт 5 июля после захвата прилегающих районов талибами)[208].
- 9 июля силы Талибана совершили нападение на Кандагар[209]. Спецподразделение правительственной армии провело операцию против талибов в ряде районов города, в результате чего были убиты девять боевиков, ещё двое были ранены. Губернатор провинции Кандагар заявил, что ситуация в городе под контролем, боевики отступают[210].
- 14 июля представители правительства Афганистана заявили, что за три дня боёв в стране было уничтожено около 1,3 тысячи боевиков движения «Талибан»[211].
- 30 июля в рамках операции «Убежище для союзников» армия США начала эвакуацию из страны своих бывших сотрудников и членов их семей. Только за последние 10 лет в США переселилось в общей сложности около 75 тысяч афганцев. Ещё более 50 тысяч хотят покинуть Афганистан после недавнего ухода войск НАТО[212][213].

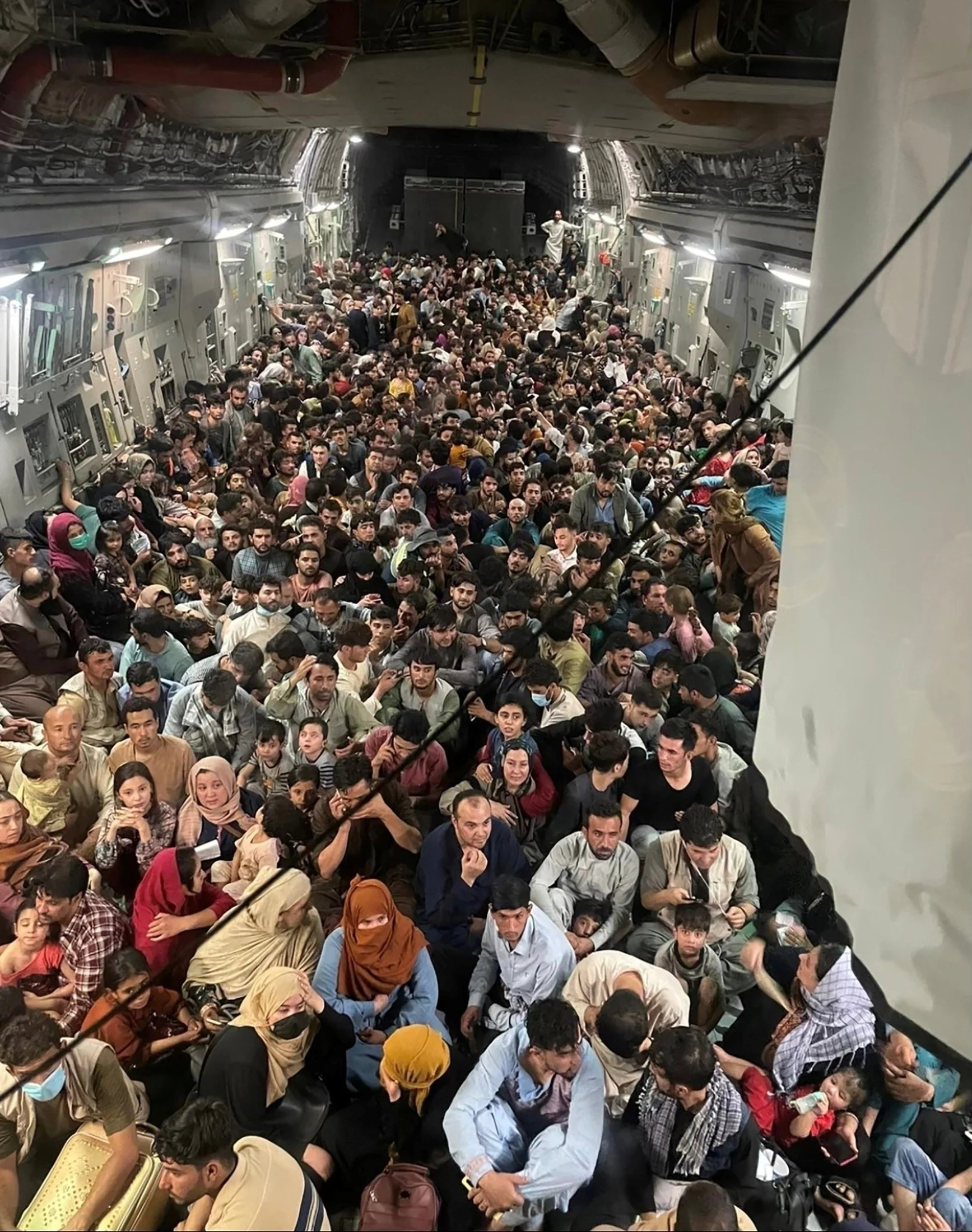
Американский военно-транспортный самолёт C-17 вывозит афганских беженцев из Кабула (16 августа 2021 года)

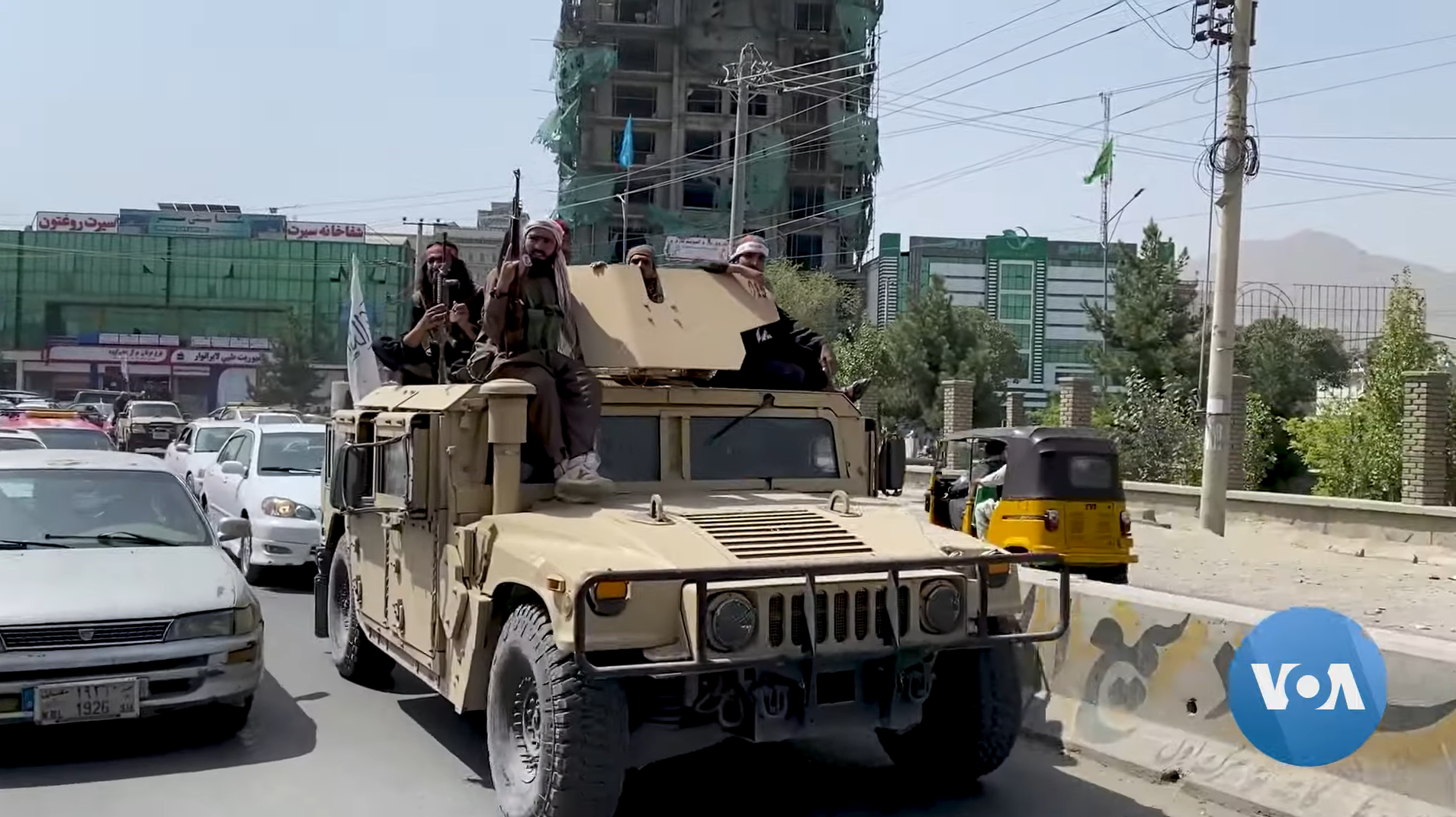
Талибы в Кабуле, 17 августа 2021 года

- 6 августа, по заявлению боевиков, пал Зарандж (город на иранской границе).
- 7 августа талибы заявили, что взяли город Шибарган. Замгубернатора провинции Джаузджан подтвердил её полный захват[214].
- 12 августа талибы заявили об окончательном захвате городов Кандагар и Герат (второй и третий крупнейшие города страны)[215].
- 14 августа талибы заявили о захвате двух провинций Логар и Пактика. Без боя ими заняты города Мазари-Шариф (четвёртый по размерам город страны) и Джелалабад[216].
- 15 августа талибы заявили о занятии городов Бамиан в одноимённой провинции и Махмудраки (провинция Каписа)[217]. В этот же день талибы захватили Кабул[218]. Президент Афганистана Ашраф Гани подал в отставку и покинул страну[219].
- 17 августа оставшийся в стране вице-президент Афганистана Амрулла Салех объявил себя действующим главой государства и призвал население страны присоединяться к сопротивлению «Талибану»[220]. Сын Ахмад Шах Масуда, бывшего лидера Северного альянса, Ахмад Масуд-младший начал собирать остатки правительственных сил в северной провинции Панджшер в целях организации сопротивления талибам[221].
- 26 августа сразу после теракта в аэропорту Кабула ряд ведущих политиков из состава Республиканской партии предложили отправить в отставку или объявить импичмент 46-му президенту страны демократу Джо Байдену. В ответ на это пресс-секретарь Белого дома Джен Псаки призвала американцев сплотиться в борьбе с терроризмом[222][223].
- 27 августа беспилотник ВВС США уничтожил штаб-квартиру террористического движения «Вилаят Хорасан» в провинции Нангархар[224].
- В ночь с 30 на 31 августа последний американский военный (командир 82-й воздушно-десантной дивизии генерал-майор Кристофер Донахью) покинул территорию Афганистана. Талибы устроили по этому поводу грандиозный ночной фейерверк в небе над Кабулом. Дата 31 августа стала официальным концом всей военной кампании сил НАТО в Афганистане[225].
- 5 сентября «Талибану» удалось взять под контроль значительные территории Панджшерской долины, после чего утром следующего дня было объявлено о полном захвате Панджшера[226]. Представители Фронта сопротивления в ответ заявили, что их подразделения «присутствуют на всех стратегических позициях по всей долине», и они планируют продолжать борьбу против талибов и их партнёров[227]; в частности, представитель Фронта сопротивления Али Назари в интервью Financial Times заявил, что силы сопротивления отступают в горы, откуда продолжат партизанскую войну[228].
- 7 сентября «Талибан» объявил состав временного правительства Афганистана. Исполняющим обязанности премьер-министра был назначен Мохаммад Хасан Ахунд[229][230][231] Эмиром Афганистана был провозглашён Хайбатулла Ахундзада.

## Участники

### Международные силы
Международные силы содействия безопасности (англ. ISAF) были созданы в соответствии с резолюцией № 1386 Совета Безопасности ООН от 20 декабря 2001 года. Их присутствие в стране после свержения режима талибов было необходимо для 
оказания помощи афганскому Временному органу в обеспечении безопасности в Кабуле и прилегающих к нему районах, с тем чтобы афганский Временный орган, а также персонал Организации Объединенных Наций могли действовать в условиях безопасности.
С августа 2003 года командование ISAF осуществляется блоком НАТО. В состав ISAF вошли 48 стран (большинство — члены НАТО), самый крупный контингент предоставили США.
По состоянию на 1 июня 2014 года, общая численность ISAF составляла 49 902 военнослужащих:
 Всего ИСАФ: 49 902;
- Австралия — 356.
- Австрия — 3.
- Азербайджан — 94.
- Албания — 72.
- Армения — 121.
- Бельгия — 147.
- Болгария — 378.
- Босния и Герцеговина — 53.
- Великобритания — 5 200.
- Венгрия — 100.
- Дания — 165.
- Германия — 2 695.
- Греция — 10.
- Грузия — 805.
- Иордания — 1069.
- Ирландия — 7.
- Исландия — 3.
- Испания — 247.
- Италия — 2 000.
- Канада — 1 900
- Латвия — 31.
- Литва — 83.
- Люксембург — 1.
- Македония — 152.
- Малайзия — 2.
- Монголия — 40.
- Нидерланды — 200.
- Норвегия — 67.
- Новая Зеландия — 2.
- ОАЭ — 35.
- Польша — 968.
- Португалия — 66.
- Румыния — 1 002.
- Сальвадор — 0.
- Словакия — 275.
- Словения — 4.
- США — 32 800.
- Тонга — 55.
- Турция — 457.
- Украина — 27.
- Финляндия — 95.
- Франция — 177.
- Хорватия — 146.
- Черногория — 25.
- Чешская Республика — 250.
- Швеция — 219.
- Эстония — 20.
- Южная Корея — 50.

### Зарубежная поддержка Талибана
Американская разведка выдвигала против Пакистана обвинения в том, что он поддерживает боевиков движения Талибан. Авторы документального фильма Би-би-си «Тайный Пакистан» взяли интервью у нескольких полевых командиров Талибана, заявивших, что они получают поддержку от Пакистана. Полевой командир Мулла Касим: «Боевику нужны две вещи: боеприпасы и укрытие. Пакистан играет важную роль. Во-первых, они предоставляют нам укрытие, во-вторых, дают нам оружие». Полевой командир Наджиб: «После того, как Обама отправил сюда больше военных и увеличил число военных операций, помощь Пакистана также усилилась».
В войне против сил НАТО участвует террористическая организация Исламское движение Узбекистана. Оно взяло на себя ответственность за ряд громких нападений на коалиционные силы.
В 2009 году министр обороны Афганистана Абдул Рахим Вардак заявил, что в рядах Талибана сражаются 4000 иностранцев, в основном выходцы из Чечни, Северной Африки и Пакистана.
Норвежский исследователь Анни Стенерсен изучила биографии 120 боевиков, погибших в Афганистане и Пакистане в период 2002—2006 годов, из которых 103 человека были иностранцами. В числе погибших — выходцы из Египта, Иордании, Ирака, Йемена, Казахстана, Ливии, России, Саудовской Аравии, Сирии, Таджикистана, Узбекистана.
В ходе войны были зафиксированы многочисленные случаи присутствия на территории Афганистана иностранных боевиков, а также их участие в действиях антиправительственных сил.
- В 2007 году канадская газета The National Post взяла интервью у одного из канадских военнослужащих в Афганистане, который заявил, что самое ожесточённое сопротивление силам НАТО оказывают не афганцы, а чеченские боевики[237].
- В 2007 году на одном из блокпостов афганская полиция задержала переодетого женщиной гражданина Российской Федерации Андрея Владимировича Баталова. В его машине обнаружили 1000 фунтов взрывчатки[238]. Вместе с ним были задержаны три других боевика. Главарь банды дал показания, что они собирались сделать Баталова террористом-смертником[239].
- Осенью 2010 года корреспонденты британской газеты The Guardian взяли интервью у боевика Талибана, проживающего в Лондоне и приехавшего в Афганистан для участия в джихаде. Он рассказал, что в Лондоне есть много таких, как он — афганцев, зарабатывающих деньги на джихад и при возможности участвующих в боевых действиях[240].
- По состоянию на осень 2010 года в главной американской тюрьме в Баграме содержались 50 задержанных иностранных боевиков, в основном пакистанцы[240].
- В мае 2011 года силы НАТО и афганской армии уничтожили 10 боевиков в провинции Забуль. На трупах были найдены паспорта и удостоверения личности граждан Франции, Пакистана и Саудовской Аравии[241].
- В мае 2011 года в провинции Нуристан афганские силы безопасности вступили в бой с группой боевиков, пересёкших афгано-пакистанскую границу. Как заявил губернатор провинции Джамалуддин Бадр, в ходе боя были убиты или ранены 25 иностранных боевиков — арабов, чеченцев и пакистанцев[242].
- Весной 2011 года силами НАТО и афганской армии был задержан марокканец, проживавший в Германии. Он сообщил, что видел многих иностранцев, съезжающихся в Пакистан для того, чтобы проводить атаки против коалиционных войск в Афганистане[241].
- В 2011 году в Интернете появилось пропагандистское видео, снятое Исламским движением Узбекистана, в котором пресс-секретарь движения сообщил о смерти в бою с американскими солдатами возле Кундуза «брата из Эссена» (Германия), некоего Абдуллы. Пресс-секретарь заявил, что этот боевик хотел атаковать немецкие войска, служащие в составе международных сил в Афганистане.[243]
- В апреле 2012 года в ходе операции в провинции Гильменд были уничтожены 27 боевиков. Как заявил министр внутренних дел Афганистана, среди убитых оказались семеро граждан Пакистана и Саудовской Аравии[244].
- В августе 2012 года на одном из джихадистских турецких сайтов появилось видео, восхваляющее семерых боевиков из Турции, погибших в Афганистане[245].

## Потери

### Международная коалиция

График потерь международной коалиции с начала войны

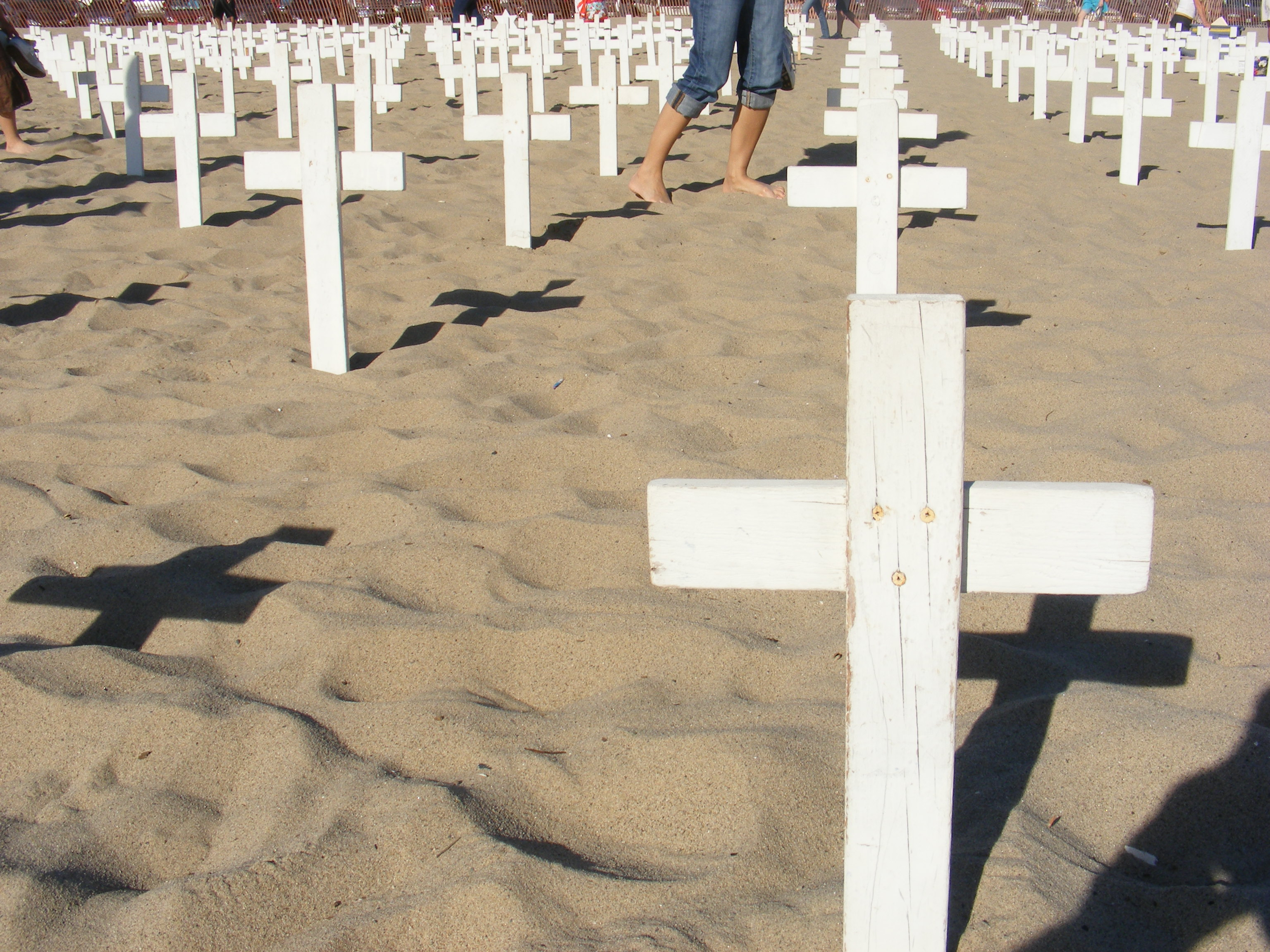
«Кладбище» американских солдат, погибших в Афганистане и Ираке. Пляж Санта-Моника, Лос Анджелес

Согласно данным министерств обороны США и Великобритании, а также независимого интернет-сайта iCasualties.org, до 31 декабря 2014 года боевые и небоевые потери международной коалиции в ходе операции «Несокрушимая свобода» (главным образом в Афганистане) составили свыше 3 485 военнослужащих погибшими. Наибольшие потери понесли США (2 356), Великобритания (453), Канада (162), Франция (88), ФРГ (55).
Большинство военнослужащих ISAF гибнет от самодельных взрывных устройств. По данным сайта iCasualties.org, потери ISAF от применения противником минно-взрывных устройств в 2010 году составили 58 % (368 из 630 военнослужащих) общих потерь от враждебных действий противника, в 2011 году — 51 % (252 из 492 военнослужащих).
- В перечисленные выше потери не включены потери среди сотрудников полиции стран Евросоюза, которые находятся в Афганистане по программе EUPOL — Afghanistan, но не являются военнослужащими ISAF.

- так, 15 августа 2007 года в Кабуле в результате подрыва автомашины погибли 3 и был ранен ещё 1 немецкий полицейский;
- 17 января 2014 был атакован ресторан в Кабуле, убиты ещё 2 работника EUPOL.

- Также, в перечисленные выше потери не включены сотрудники иностранных частных военных и охранных компаний, действовавших в Афганистане с разрешения и в интересах стран коалиции. Между тем, по состоянию на начало декабря 2009 года, в Афганистане действовало 104 тыс. сотрудников частных военных и охранных компаний[251]. В дальнейшем, по настоянию правительства Афганистана[252] их количество было уменьшено. По состоянию на середину 2012 года, в Афганистане действовало до 40 тыс. сотрудников иностранных частных военных компаний[253].

По неполным данным, в Афганистане погибли не менее 1906 контрактников коалиционных сил

### Афганские силы безопасности
Афганские силы безопасности также несут потери. В докладе для конгресса США за 2012 год приведены следующие сведения:
- в 2007 году потери афганской армии составили 278 убитыми и 750 ранеными, также были убиты 688 и ранены 1036 сотрудников национальной полиции, пограничной полиции и местной полиции;
- в 2008 году потери афганской армии составили 252 убитыми и 875 ранеными, также были убиты 724 и ранены 1209 сотрудников национальной полиции, пограничной полиции и местной полиции;
- в 2009 году потери афганской армии составили 292 убитыми и 859 ранеными, также были убиты 639 и ранены 1145 сотрудников национальной полиции, пограничной полиции и местной полиции;
- в 2010 году потери афганской армии составили 821 убитыми и 775 ранеными, также были убиты 1292 и ранены 743 сотрудников национальной полиции, пограничной полиции и местной полиции;
- в 2011 году потери афганской армии составили 511 убитыми и 256 ранеными, также были убиты 569 и ранены 552 сотрудников национальной полиции, пограничной полиции и местной полиции;
- в период с января по июнь 2012 года потери афганской армии составили 173 убитыми и 327 ранеными, также были убиты 349 и ранены 418 сотрудников национальной полиции, пограничной полиции и местной полиции

4 декабря 2012 года официальный представитель министерства обороны Афганистана Захир Азими сообщил, что вслед за тем, как силы безопасности Афганистана берут на себя все больше работы по обороне, начали расти и их боевые потери, которые превысили показатели 2011 года и достигли уровня «примерно 110 солдат и 200 полицейских» в месяц.
По официальным данным НАТО, которые озвучил заместитель командующего силами ISAF в Афганистане ген.-лейт. Дж. Андерсон, в течение 2013 года потери афганских сил безопасности составили 4350 человек убитыми.
23 октября 2014 года официальный представитель министерства обороны Афганистана Захир Азими сообщил, что в ходе боевых действий в период с 2003 до 23 октября 2014 года погибли 2853 военнослужащих Афганской национальной армии.
По официальным данным НАТО, которые озвучил заместитель командующего силами ISAF в Афганистане ген.-лейт. Дж. Андерсон, в течение 2014 года потери афганских сил безопасности составили 4634 человек убитыми (при этом, из числа убитых в период с января до 28 декабря 2014 года около 3200 составляли убитые полицейские, остальными являлись военнослужащие, сотрудники погранохраны, спецслужб и др.).

### Персонал ООН и иных международных организаций
После окончания военной операции в 2001 году в Афганистан прибыли первые сотрудники ООН, в дальнейшем их численность увеличивалась — в декабре 2003 года их количество составляло 800 человек. 16 ноября 2003 года в городе Газни был обстрелян автомобиль Управления Верховного комиссара ООН по делам беженцев (UNHCR), от полученных ранений скончалась француженка Беттина Гойслард. Она стала первым сотрудником ООН, погибшим в Афганистане с момента начала военной операции в 2001 году. В дальнейшем, нападения продолжались — так, 4 декабря 2003 года в провинции Фарах погиб 1 и были ранены ещё 11 сотрудников ООН.
Кроме того, зафиксированы случаи гибели и ранений в Афганистане сотрудников иных неправительственных организаций с международным участием (граждане Афганистана и иностранцы):
- так, 10 апреля 2002 года в городе Мазари-Шариф был застрелен сотрудник Всемирной продовольственной программы ООН (WFP), гражданин Афганистана Шах Сайед[260].
- 4 мая 2003 года в провинции Вардак в 75 км от Кабула была обстреляна группа специалистов, производивших разминирование местности, погиб водитель — сотрудник Управления по развитию Афганистана, ещё 2 человека были ранены[261].
- в июне 2004 года были убиты 5 сотрудников организации «Медицина без границ» — три иностранца (граждане Бельгии, Голландии и Норвегии) и два афганца (водитель и переводчик)[262].
- в октябре 2011 года в Кабуле были убиты три сотрудника комитета ООН по делам беженцев[263].

### Талибан
Точное число убитых и раненых боевиков остаётся неизвестным.
- В период с начала операции в 2001 году до середины сентября 2011 года, потери боевиков составили 15-20 тыс. человек[264].
- Во время боев ноября-декабря 2011 года, афганской армией были убиты по меньшей мере 50 боевиков, арестованы ещё 364, сообщил пресс-секретарь Министерства обороны Афганистана генерал Захир Азими. В ходе проведения операций, а также в результате взрывов и непосредственных атак повстанцев были убиты 54 солдата и офицера Афганской национальной армии (АНА).[62] (недоступная ссылка). Таким образом соотношение потерь Талибан/Афганская армия равняется 1:1. Месяцем ранее (за октябрь-ноябрь) афганская армия убила как минимум 107 боевиков, потеряв около 65 военнослужащих  (соотношение потерь Талибан/Афганская армия 1,6:1). Всего с сентября по декабрь 2011 года, по данным Министерства обороны Афганистана, убито свыше 1000 боевиков Талибана. (недоступная ссылка)
- Январь 2012 года: за последние 8 месяцев было уничтожено более 4,2 тысяч боевиков Талибана и примерно столько же арестовано[265].
- Ноябрь 2013 года: по информации ООН, в течение 2013 года потери Талибана составили 10—12 тысяч человек[266].

### Жертвы среди гражданского населения

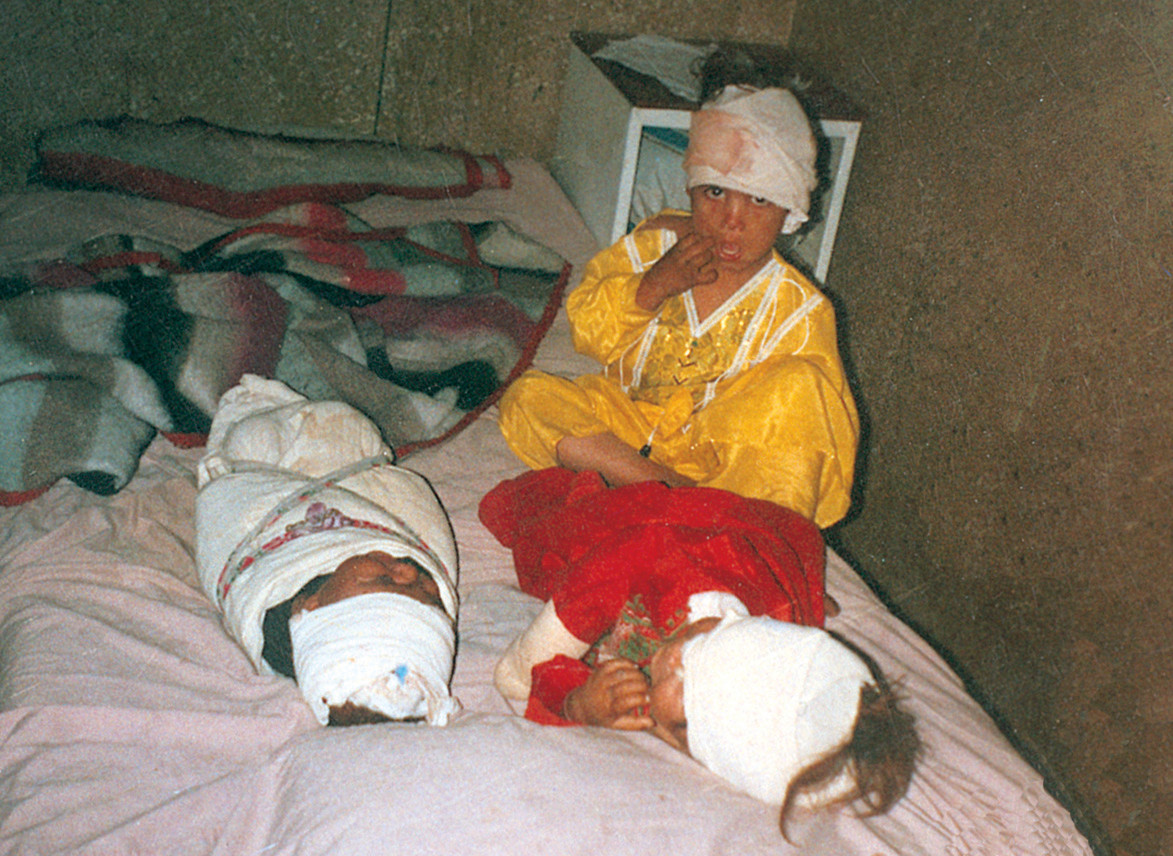
Три ребёнка, ставшие сиротами во время бомбардировки деревни Карам 1.10.2001 г.

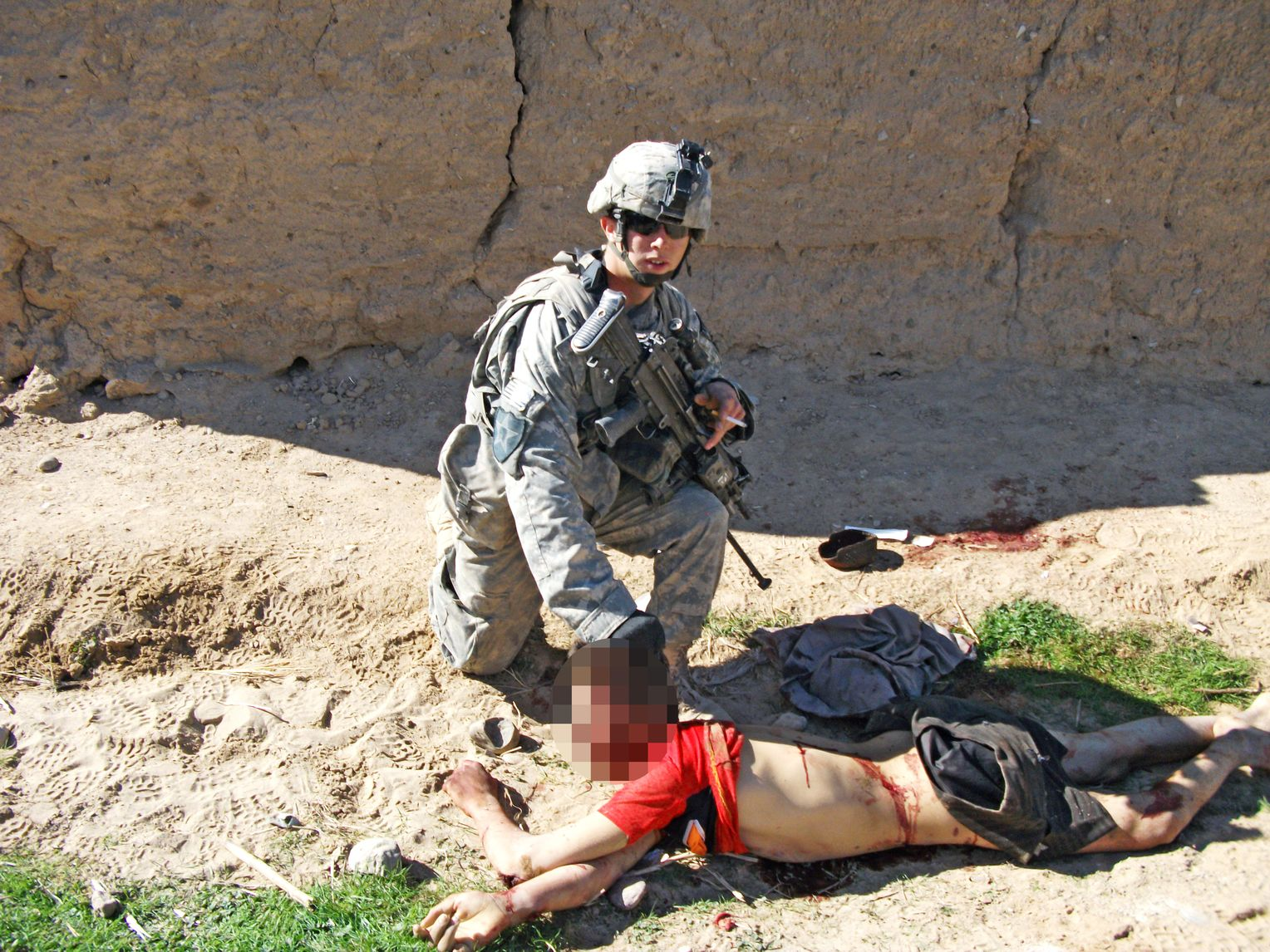
Американский военнослужащий позирует рядом с телом 15-летнего безоружного афганского подростка, убитого его подразделением 15 января 2010 г. в провинции Кандагар (см. Убийства в Майвандском районе)

Официальных данных относительно потерь гражданского населения в Афганистане нет, а оценки независимых организаций сильно расходятся. Основную критику со стороны правозащитных организаций вызывают излишне активные авиационные удары ISAF при недостаточно тщательном выборе целей.
- По данным Marc W. Herold, в период с 7 октября 2001 до июня 2003 года в результате авиаударов США погибло больше 3600 человек[267].

Известны случаи массовой гибели мирных жителей от международных войск:
- 4 августа 2007 года: Мазари-Дини: более 200 погибших[268].
- 6 июля 2008 года: Ка Чона: 47 погибших[269].
- 26 августа 2008 года: Асисабад: 90 погибших[270].
- 4 мая 2009 года: в результате авианалёта в провинции Фарах погибло, по афганским данным, 100[271] — 150[272] мирных жителей, десятки получили ранения. Госсекретарь США Хиллари Клинтон сообщила, что США «глубоко сожалеют о случившемся»[271]. В докладе, составленном по результатам американского расследования, утверждается, что в ходе боя 4 мая погибли 60—65 талибов и не менее 20—30 гражданских лиц; также отмечено, что боевики укрывались от авиаударов в домах мирных жителей.[273]
- 4 сентября 2009 года: от 50 до 90 человек погибло при атаке американским самолётом угнанных талибами бензовозов в районе Чар-Дара в провинции Кундуз. По оценке местного губернатора, погибло 72 человека, из которых около 30 являлись талибами.[274][275]
- 21 февраля 2010 года в провинции Урузган вертолёт НАТО уничтожил три автомашины с мирными жителями (погибли 23 и были ранены ещё 12 человек). Военное командование США признало, что машины были уничтожены по ошибке[276].
- в апреле 2013 года в провинции Кунар в результате авиаудара НАТО погибли 12 человек (в том числе, 10 детей)[277].

Известны также случаи убийства мирных жителей военнослужащими США с целью развлечения (взвод сержанта Кэлвина Гиббса).
Предпринимаемые талибами террористические атаки и неразборчивое минирование транспортных маршрутов также приводят к случаям массовой гибели мирного населения:
- 25 августа 2009 года: не менее 41 человека погибло и свыше 60 были ранены в результате подрыва нескольких заминированных грузовиков в Кандагаре[281][282].
- 29 сентября 2009 года: 30 человек (в том числе, 10 детей и 7 женщин) погибло при подрыве автобуса на фугасе, заложенном у дороги в провинции Кандагар.[283][284]
- 11 июня 2013 года в результате нападения талибов на Кабул погибли 17 мирных жителей (включая двух женщин) и 39 получили ранения[285].

Всего (на июнь 2011 года) потери гражданских лиц по версии «Independent» составили от 14 до 34 тысяч жизней.
Amnesty International в своём докладе (2012 г.) по Афганистану констатирует: 500 тысяч афганцев, бежавшие из родных домов, спасаясь от войны, брошены и правительством и международным сообществом на произвол судьбы.
В целом статистика за 2008—2013 годы показывает, что наибольшее число мирных жителей (от 2/3 до 4/5 от общего количества жертв) погибает в результате действий талибов и других повстанческих группировок, ведущих борьбу против сил НАТО и афганского правительства. За 2008 год (по данным Ассошиэйтед Пресс) в результате боевых действий погибли около 1140 мирных афганцев, из них 370 человек (32 %) были убиты международными силами и 770 (68 %) — боевиками Талибана и других вооружённых группировок. За первые десять месяцев 2009 года погибло 2038 мирных афганцев (по данным ООН), в том числе 1404 (69 %) убиты боевиками различных вооружённых группировок, 468 (23 %) убиты силами НАТО и правительственной армией, ещё 166 (8 %) убиты «прочими участниками» боевых действий. В 2010 году, согласно данным ООН, 75 % всех погибших или раненных мирных афганцев стали жертвами насилия со стороны антиправительственных группировок. Невзирая на неоднократные обещания Талибана избегать жертв среди мирного населения, в 2011 году эта цифра увеличилась и достигла 77 %. В 2012 году, по данным ООН, 81 % смертей мирных афганцев произошёл по вине боевиков, 8 % — по вине сил НАТО. За первую половину 2013 года, по данным ООН, 74 % всех жертв среди гражданского населения произошли в результате действий антиправительственных группировок, 9 % в результате действий проправительственных сил.

### Жертвы в соседних странах
Боевые действия идут не только на территории Афганистана.
США все более интенсивно применяют беспилотные летательные аппараты для нанесения ударов по целям на территории Пакистана. По данным западных средств массовой информации, только в период с июня 2004 года до сентября 2012 года в результате авиаударов американских БПЛА на территории Пакистана были убиты от 2562 до 3325 человек.

## Последствия войны

### Производство наркотиков в Афганистане

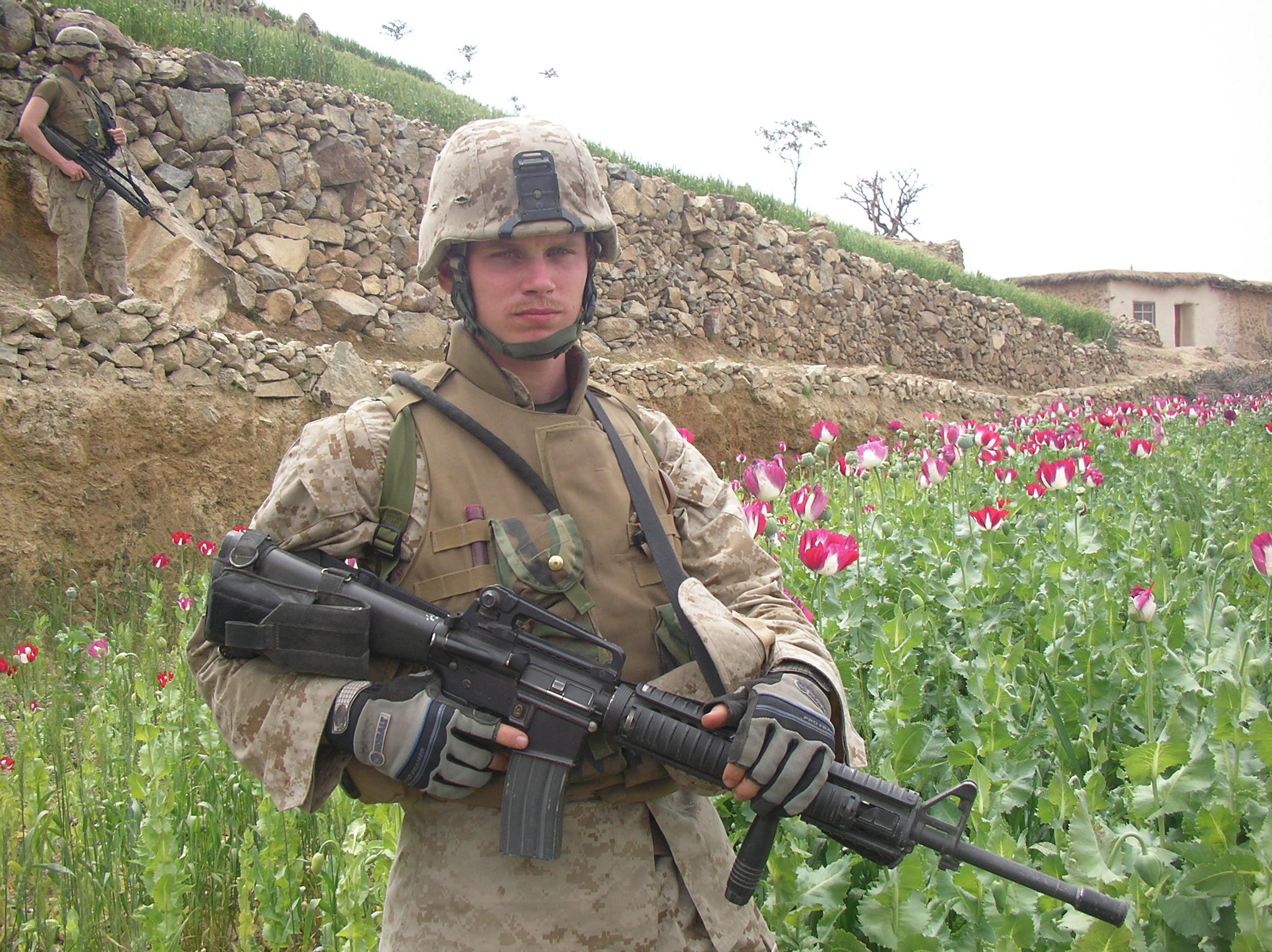
Солдат морской пехоты США на маковом поле

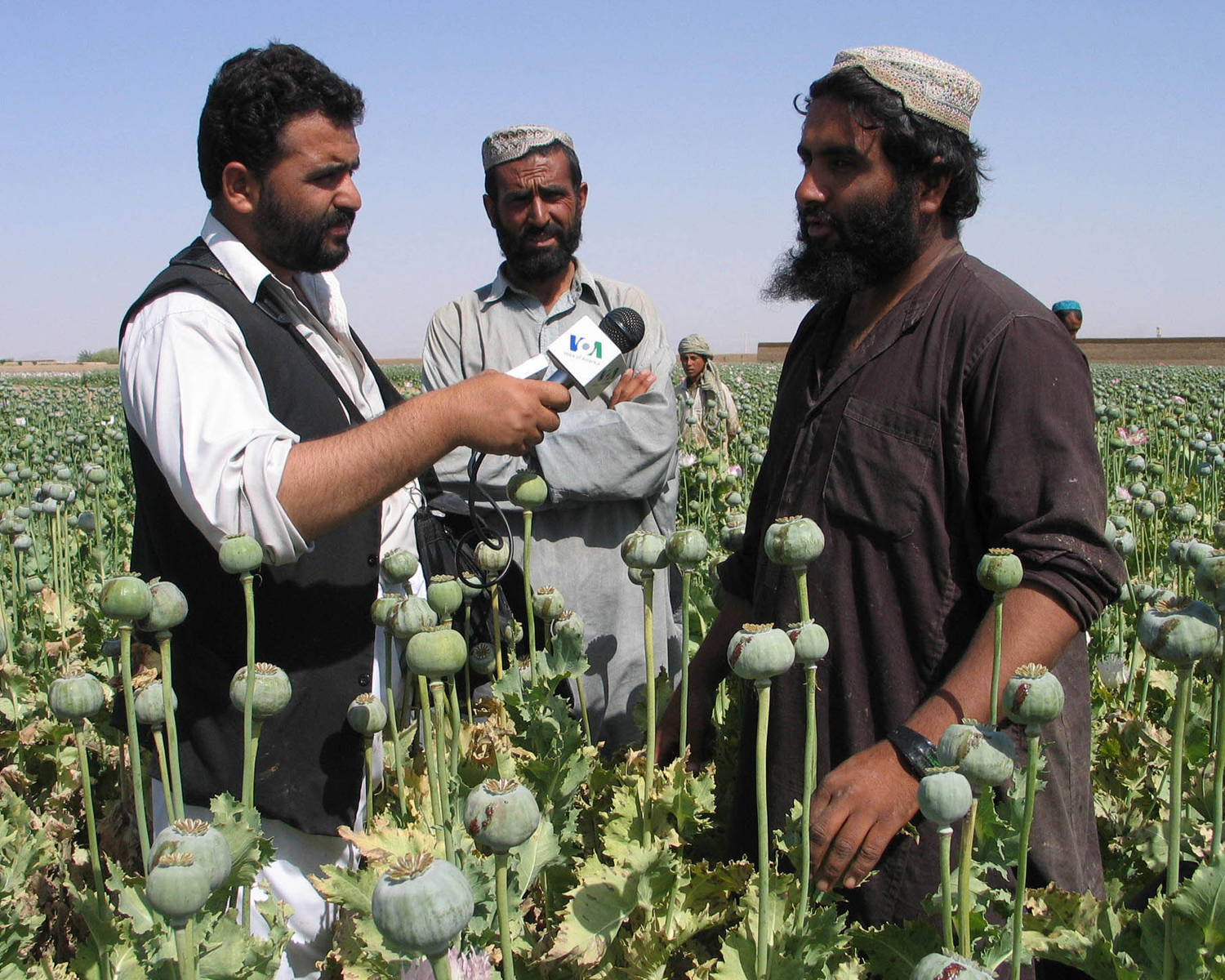
Репортёр «Голоса Америки» берёт интервью у фермера

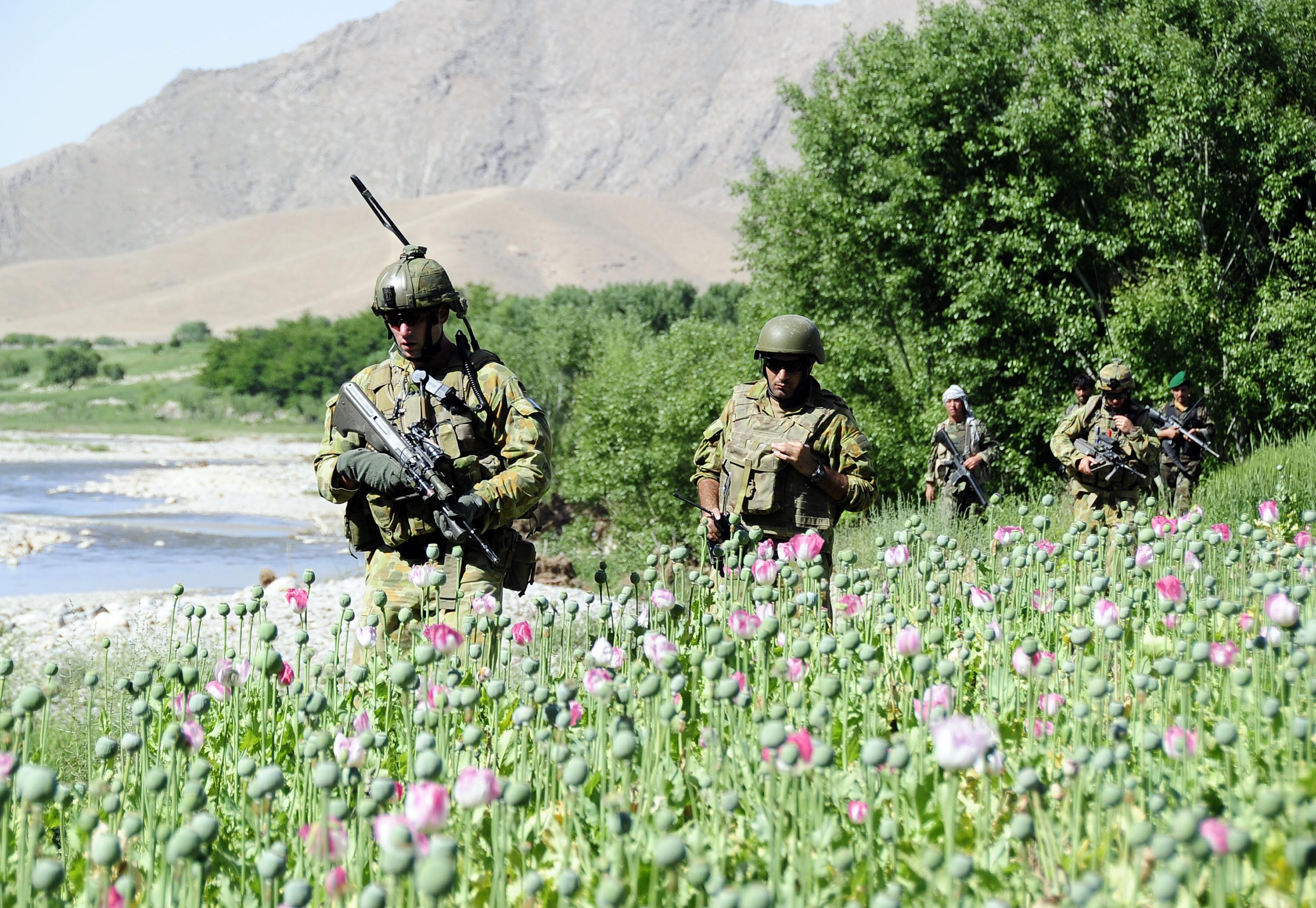
Австралийские солдаты на маковом поле

После ввода войск НАТО производство наркотиков увеличилось. Некоторые российские исследователи утверждают, что «администрация Буша смотрела сквозь пальцы на стремительный рост производства героина» (что, возможно, вызвано опасениями, что в случае развёртывания активной борьбы с наркобизнесом потери американских войск резко возрастут).
Схожее мнение имеет и швейцарский журналист Р. Лабевьер, автор книги «Доллары террора. Соединённые Штаты и исламисты». Он утверждает, что в Афганистане американцы получают сверхприбыли от наркооружейного «бизнеса» и финансирования террористов..
Депутат Госдумы Андрей Кокошин: «Все предложения американских союзников по НАТО ликвидировать эти предприятия по переработке опиума в героин были отвергнуты, поскольку это подрывало власть и возможности тех, на кого опирались США и НАТО».
Производство опия-сырца (тонн):
В июле 2000 года талибы запретили выращивать мак. 2002 год — первый год после падения режима талибов.
| 1999 год | 2000 год | 2001 год | 2002 год | 2003 год | 2004 год | 2005 год | 2007 год | 2008 год | 2009 год | 2010 год | 2013 год | 2014 год | 2015 год | 2016 год | 2018 год | 2019 год | 2020 год |
| -------- | -------- | -------- | -------- | -------- | -------- | -------- | -------- | -------- | -------- | -------- | -------- | -------- | -------- | -------- | -------- | -------- | -------- |
| 4565     | 3276     | 185      | 2700     | 3400     | 4200     | 4100     | 8200     | 7700     | 6900     | 3600     | 5500     | 3300     | 4800     | 9000     | 5500     | 6700     | 6300     |

По данным руководителя Федеральной службы РФ по контролю за оборотом наркотиков (ФСКН) Виктора Иванова, с 2001 по 2008 год производство опиатов и героина в Афганистане выросло в 2—2,5 раза.
Средства массовой информации сообщают, что Афганистан вышел на второе место в мире после Марокко по производству марихуаны и гашиша, а на складах в Афганистане, согласно данным ООН, на случай неурожая мака хранится свыше тысячи тонн чистого героина.
Иногда утверждается, что объём производимых опиатов в период 2001—2008 гг. вырос в 44 раза (см. вышеприведённую таблицу), однако следует иметь в виду, что цифра производства героина за 2001 год выглядит сомнительно. Обращает внимание резкое снижение урожая в 2001 году по сравнению с 1999 годом. Это объясняется тем, что, во-первых, в июле 2000 года талибы под международным давлением были вынуждены запретить разведение опийного мака, а во-вторых, тогда же произошла сильная засуха. Однако имеются данные, что проведённое талибами уничтожение посевов носило сугубо демонстративный характер.
Комментируя предполагаемый резкий спад производства в 2001 году, заведующий Сектором Афганистана Института Востоковедения РАН Виктор Коргун отмечал: «…урожай лишь незначительно уменьшился: опий-сырец в условиях боевых действий в стране был складирован до лучших времен, и когда талибы были разбиты, его запасы были вновь выброшены на рынок». Бывший сотрудник Агентства по контролю за наркотиками при Президенте Республики Таджикистан Хайдар Махмадиев, в рассматриваемый период руководивший подразделениями Агентства на линии таджикско-афганской границы на Шаартузско-Московско-Шурабадском направлениях, не замечал в 2001 году спада в контрабанде или сообщений о приостановке посевок в Афганистане опия-сырца. Всё это позволяет предполагать, что производство сырца в 2001 году превысило указанные в статистике 185 тонн, хотя определённости в этом вопросе нет.

### Панджшерский конфликт

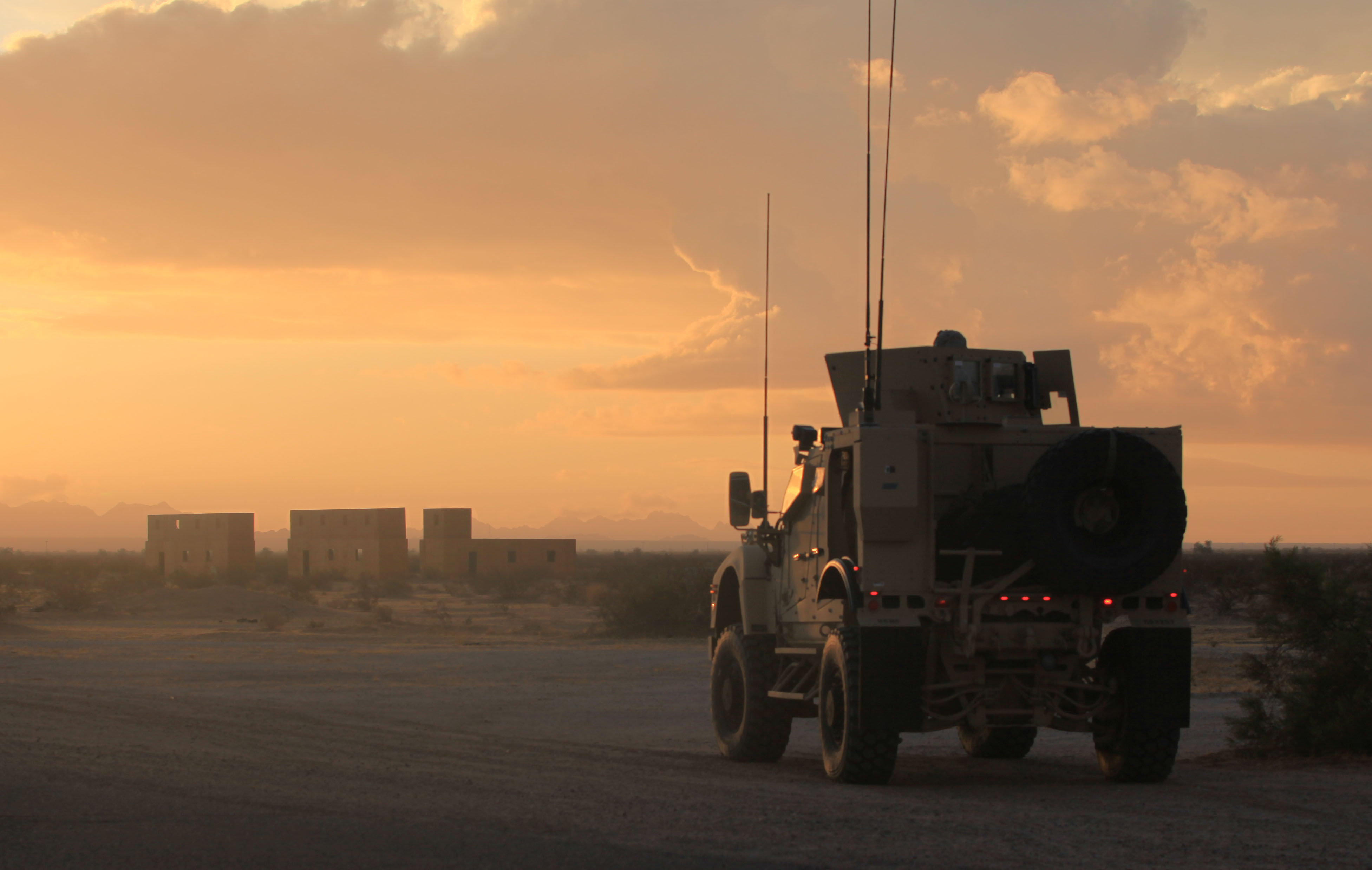

17 августа 2021 года вице-президент Амрулла Салех, ссылаясь на положения Конституции Афганистана, объявил себя президентом Афганистана с военной базы в Панджшерской долине, которая не была взята талибами, и пообещал продолжить военные действия против Талибан оттуда. Его претензии на пост президента поддержали Ахмад Масуд и министр обороны Исламской Республики Афганистан Бисмиллах Мохаммади Хан. 17 августа 2021 года силы сопротивления из Панджшера отбили столицу провинции Чарикар. К 6 сентября талибы восстановили контроль над большей частью долины, но в верхних долинах продолжалось вооружённое сопротивление. Столкновения в долине в основном прекратились к середине сентября. По сообщениям, в конце сентября лидеры сопротивления Салех и Масуд бежали в соседний Таджикистан.

#### Участие в российско-украинской войне
Foreign Policy рассказал о случаях вербовки членов элитного корпуса коммандос Национальной армии Афганистана для участия в российско-украинской войне на стороне России. Издание, со ссылкой на бывших военных, рассказал о бедственном положении, в котором они оказались после спешного ухода из Афганистана США и западных союзников. Утверждалось, что без работы остались от 20 до 30 тысяч афганских добровольцев-коммандос. По приведенному свидетельству, рекрутов переправляли из Афганистана в Иран, а затем в Россию, после чего связь с ними прервалась. Афганское телевидение сообщило, что предложения о приёме на работу включают российское гражданство.

## В культуре

### Художественные фильмы
- х/ф «Кавалерия» (2018, США)
- х/ф «Машина войны» (2017, США)
- х/ф «Братья» (2009, США)
- х/ф «Железный человек» (2008, США)
- х/ф «Уцелевший» (2013, США)
- х/ф «Парни со стволами» (2016, США)
- х/ф «Переводчик» (2023, США)
- х/ф «Беглец» (2023, США, Саудовская Аравия)

### Художественная литература
- Ильяс Дауди. «Цугцванг обер-лейтенанта Бруно Тевса». Военная повесть — Москва: ДеЛибри, 2020. — 181 с. — ISBN 978-5-4491-1164-7.
- Ильяс Дауди. «В круге Кундузском». Военно-исторический роман-трилогия — Москва: ДеЛибри, 2020. — 181 с. — ISBN 978-5-4491-0575-2.